# 馬鞍山ニュータウン

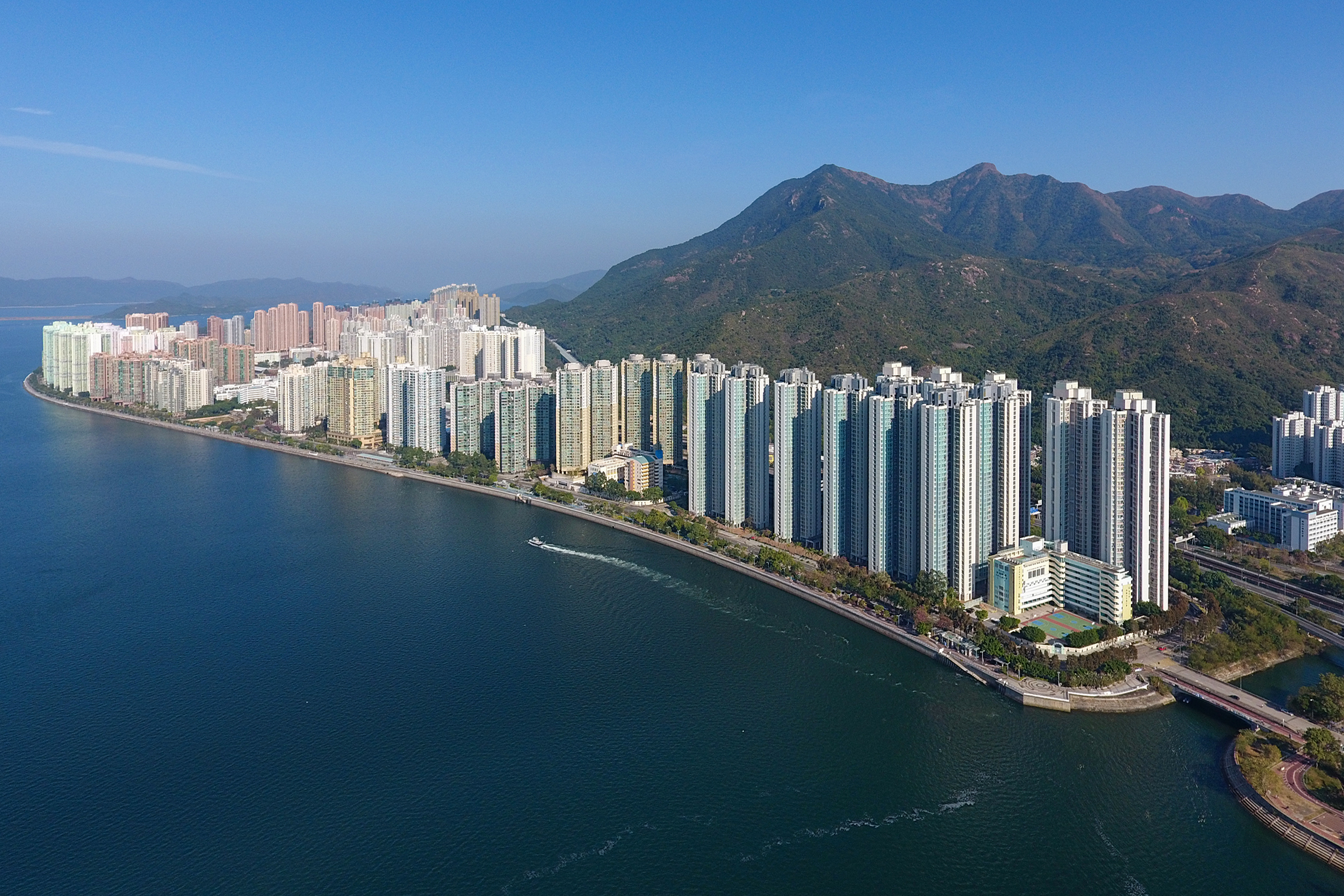
ニュータウン南西部の空撮

ニュータウン北東部

馬鞍山ニュータウン（ばあんざん-、中国語: 馬鞍山新市鎮, 英語: Ma On Shan New Town）は、香港のニュータウンである。沙田区に属し、同名の山から名付けられた。
馬鞍山ニュータウンは沙田ニュータウンの延長線上にあるが、開発された年代は比較的新しく、都市計画も大きく異なっている。そのため、同じく1980年代に開発された天水囲ニュータウンや将軍澳ニュータウンとともに「第三代ニュータウン」と呼ばれる。

## 歴史
馬鞍山では、新石器時代末期（約3〜4千年前）から南宋時代にかけての出土物が見つかっている。1980年代以前、この地域は小さな村落であり、村民たちは農業や漁業など、伝統的な産業で生計を立てていた。日本企業が磁鉄鉱を採掘するため、馬鞍山を拠点としていた時期には、何千人もの労働者が集まっていた。しかし、1970年代の石油危機以降、採掘コストが大幅に上昇した。そのため香港政府はここをニュータウンとして開発することに決め、鉱山は1976年に閉鎖された。
馬鞍山ニュータウンの開発は、1980年に開始され、数十年間継続的に開発が続いた結果、住宅団地やショッピングモールが建ち並ぶエリアとなっている。

## 地理
馬鞍山は、沙田区の北東部に位置し、沙田区の中心街とは梅子林路で隔てられている。また、東側では西貢北（行政区は大埔区）の十四郷に隣接している。1866年の清朝の地図「新安縣全圖」のなかには、「馬鞍山」と「沙田」の地名が記載されている。

## 住宅
馬鞍山には、独自の中心街を有しており、当初は恒安邨の北に設置する計画であったが、現在は港鉄馬鞍山駅付近に主要施設が集中している。駅周辺には、大型ショッピングモール、馬鞍山公園、プロムナード、体育館、プール、公共図書館などが立地する。

### 公営住宅
| 画像 | 名称   | 入居年 | 棟数 | 開発機関       | 種類                                          |
| ---- | ------ | ------ | ---- | -------------- | --------------------------------------------- |
|      | 恒安邨 | 1987年 | 7    | 香港住宅委員会 | 賃貸購入計画                                  |
|      | 耀安邨 | 1988年 | 7    | 香港住宅委員会 | 賃貸購入計画                                  |
|      | 利安邨 | 1993年 | 5    | 香港住宅委員会 | 賃貸住宅                                      |
|      | 頌安邨 | 1996年 | 5    | 香港住宅委員会 | 賃貸住宅                                      |
|      | 欣安邨 | 2011年 | 3    | 香港住宅委員会 | 賃貸住宅 （当初はサンドイッチクラス住宅計画） |

### 公的分譲住宅
- 錦鞍苑[7]
- 富安花園[8]
- 錦禧苑[9]
- 錦英苑[10]
- 富輝花園[11]
- 福安花園[12]
- 錦龍苑[13]
- 富宝花園[14]
- 錦豊苑[15]
- 錦泰苑[16]
- 雅景臺[17]
- 曉峯湾畔[18]
- 錦暉苑[19]（2020年8月27日入居開始）
- 錦駿苑（現在建設中）

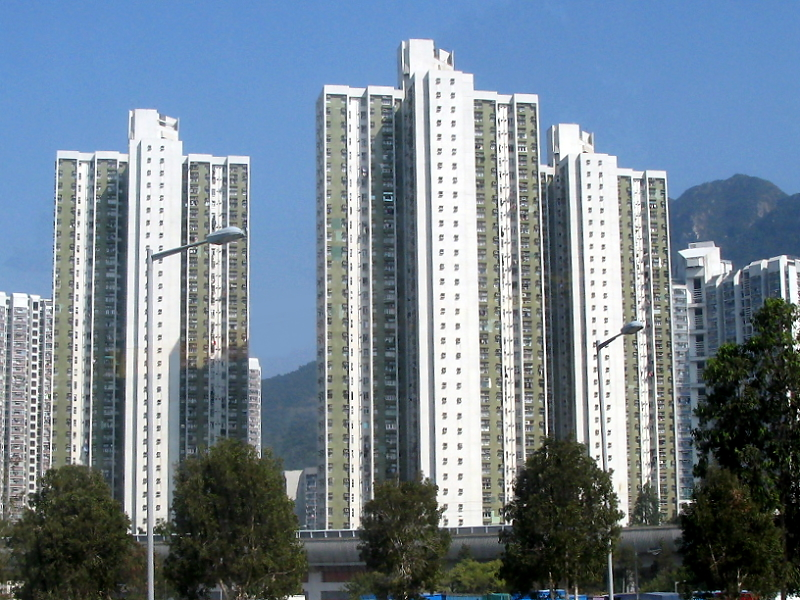
錦鞍苑
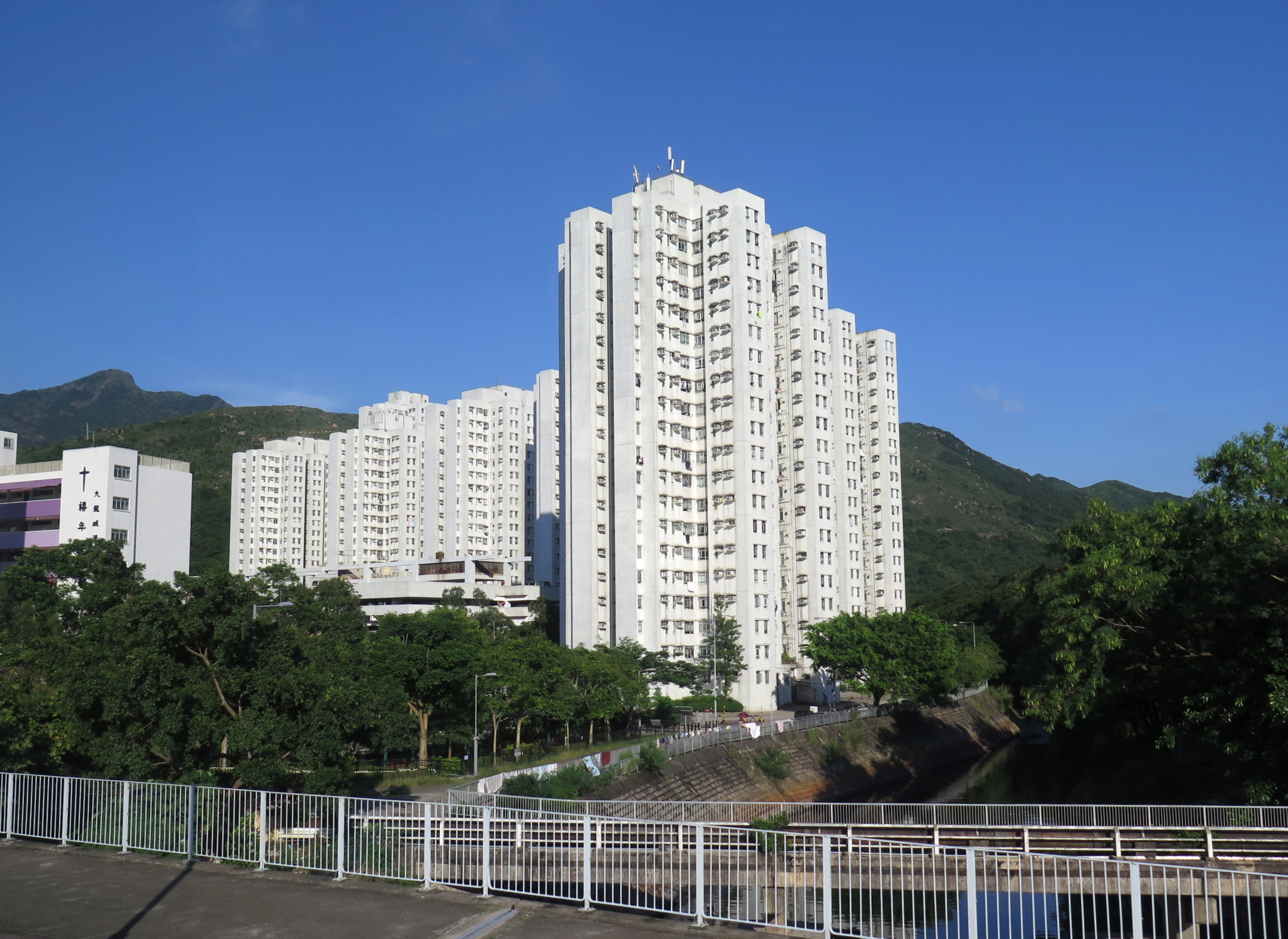
富安花園（2014年8月）
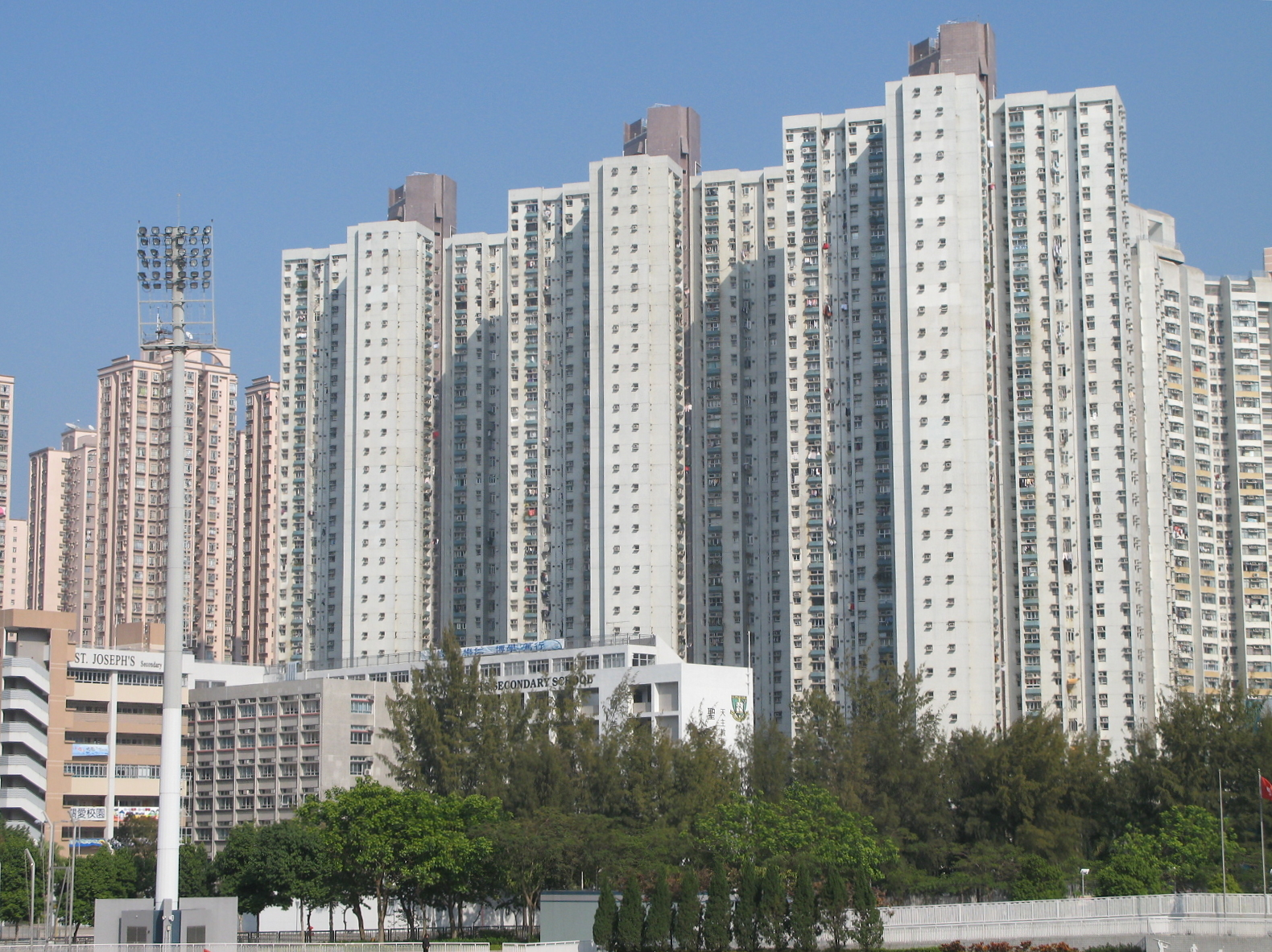
錦禧苑
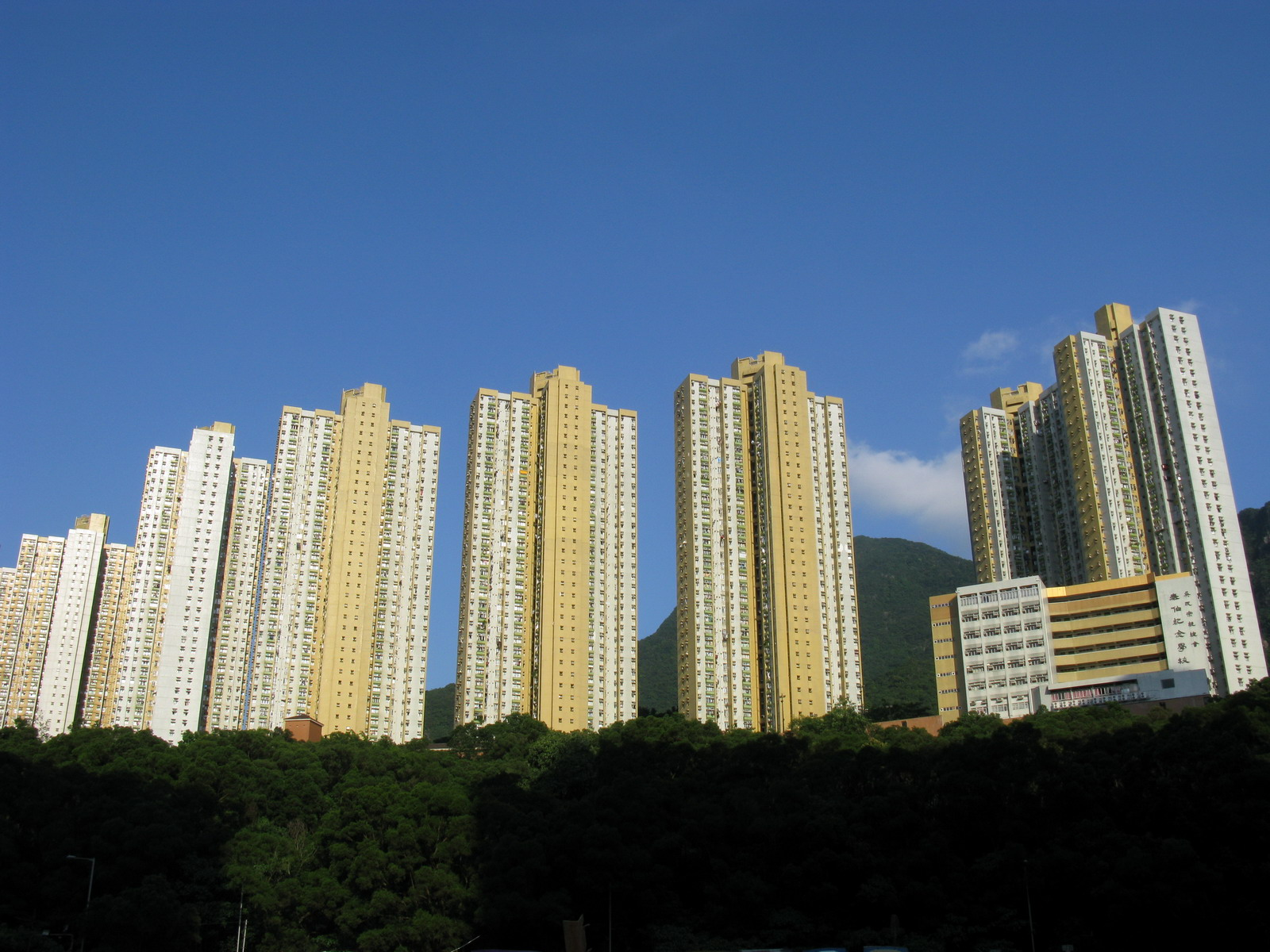
錦英苑
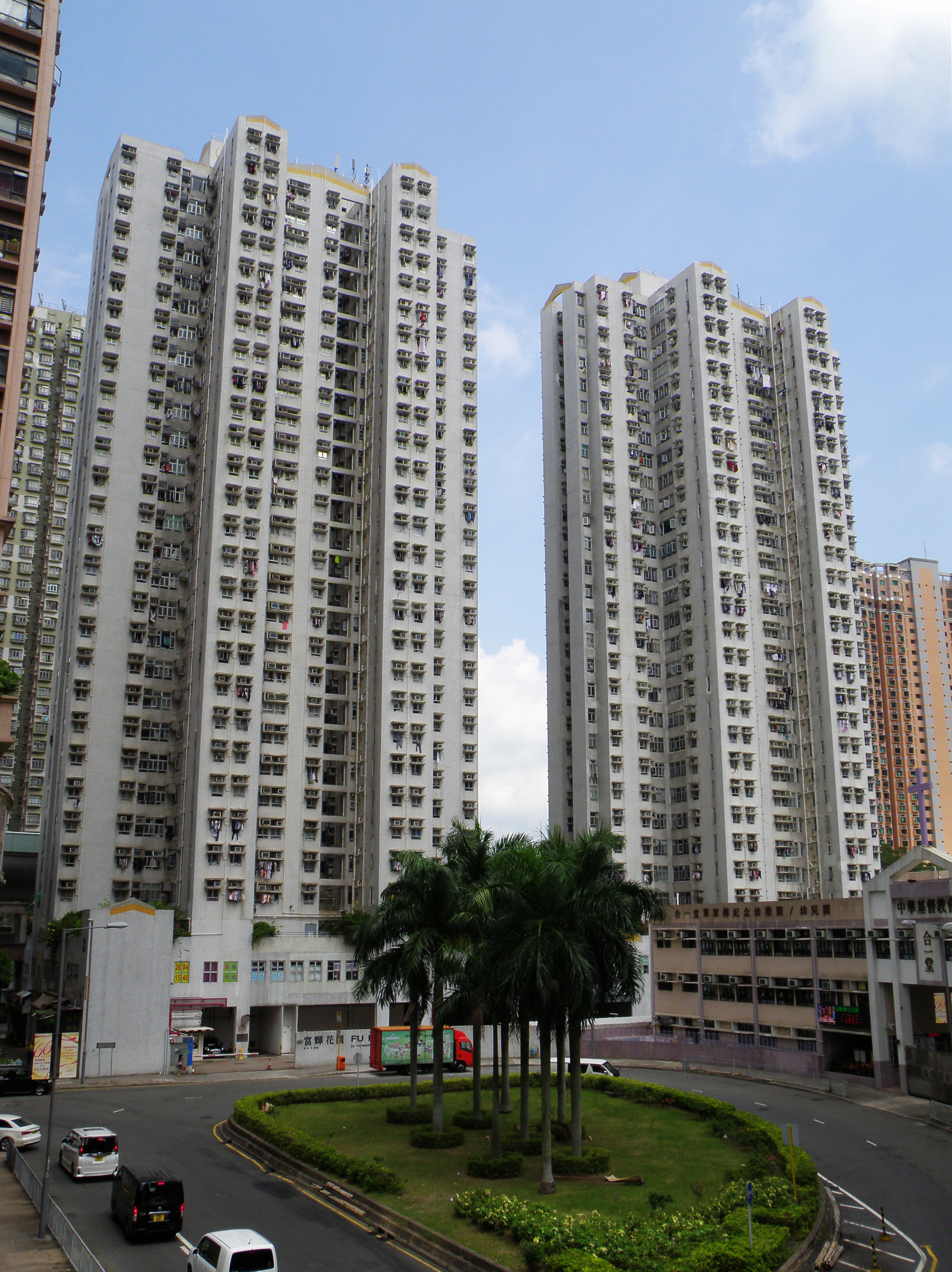
富輝花園
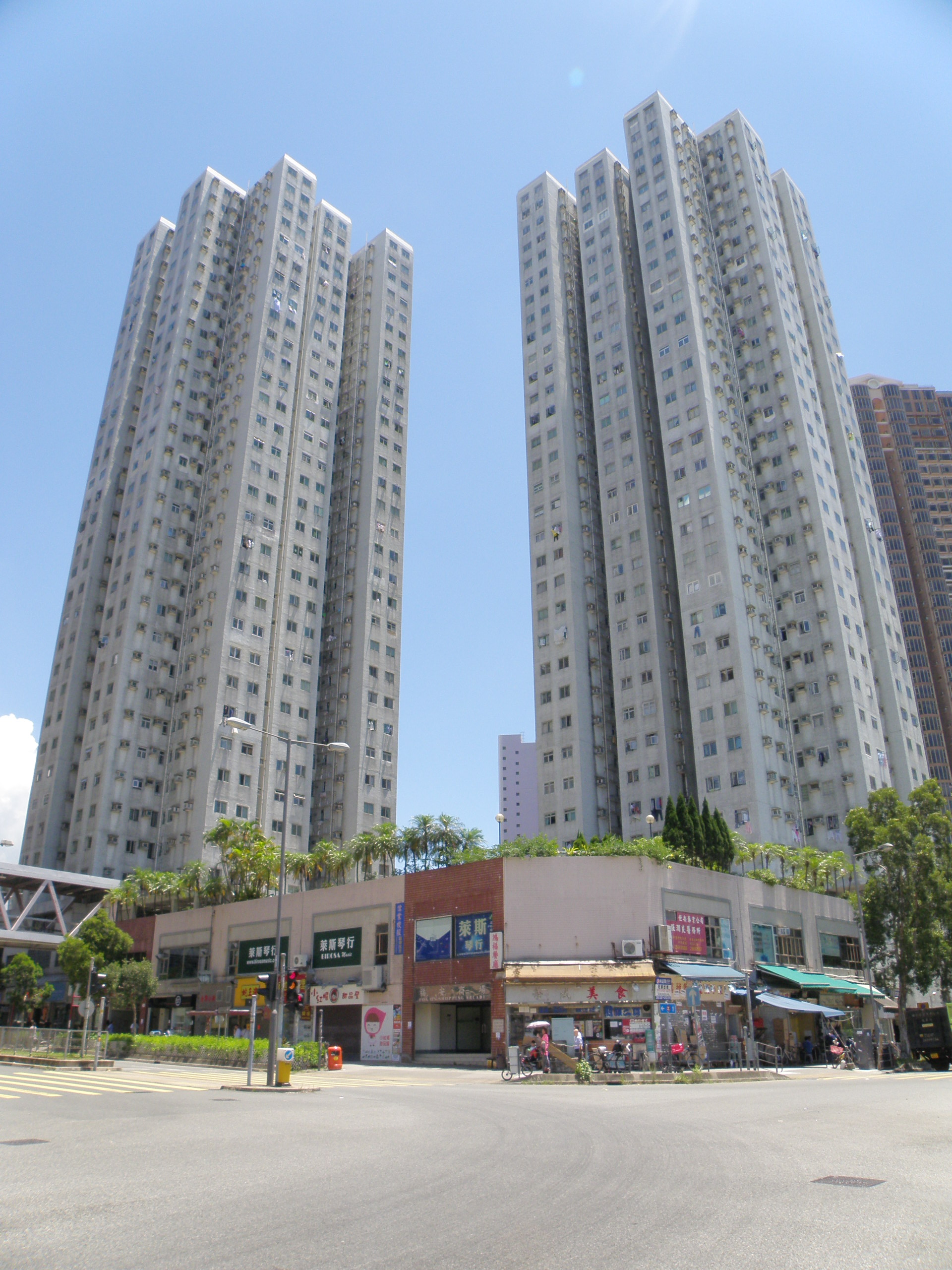
福安花園
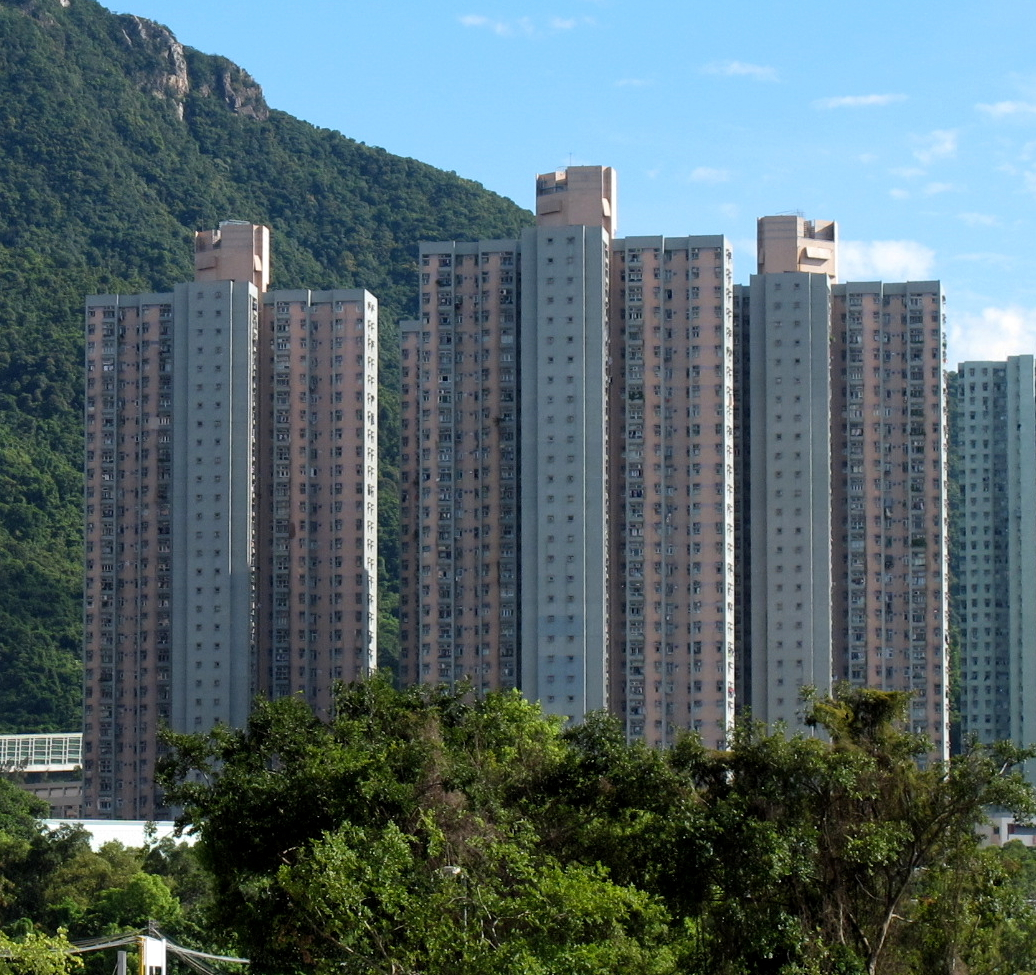
錦龍苑
富宝花園
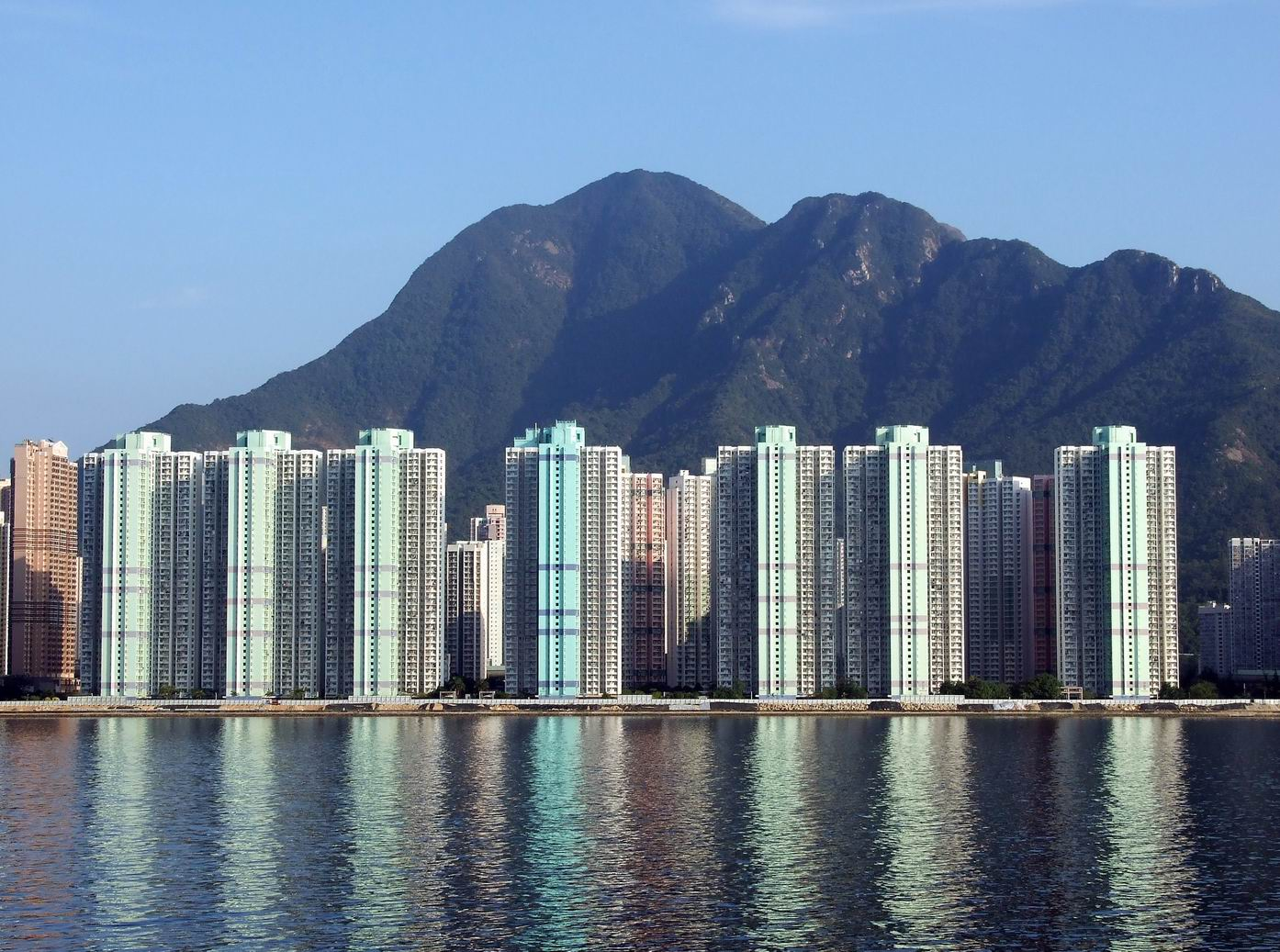
錦豊苑
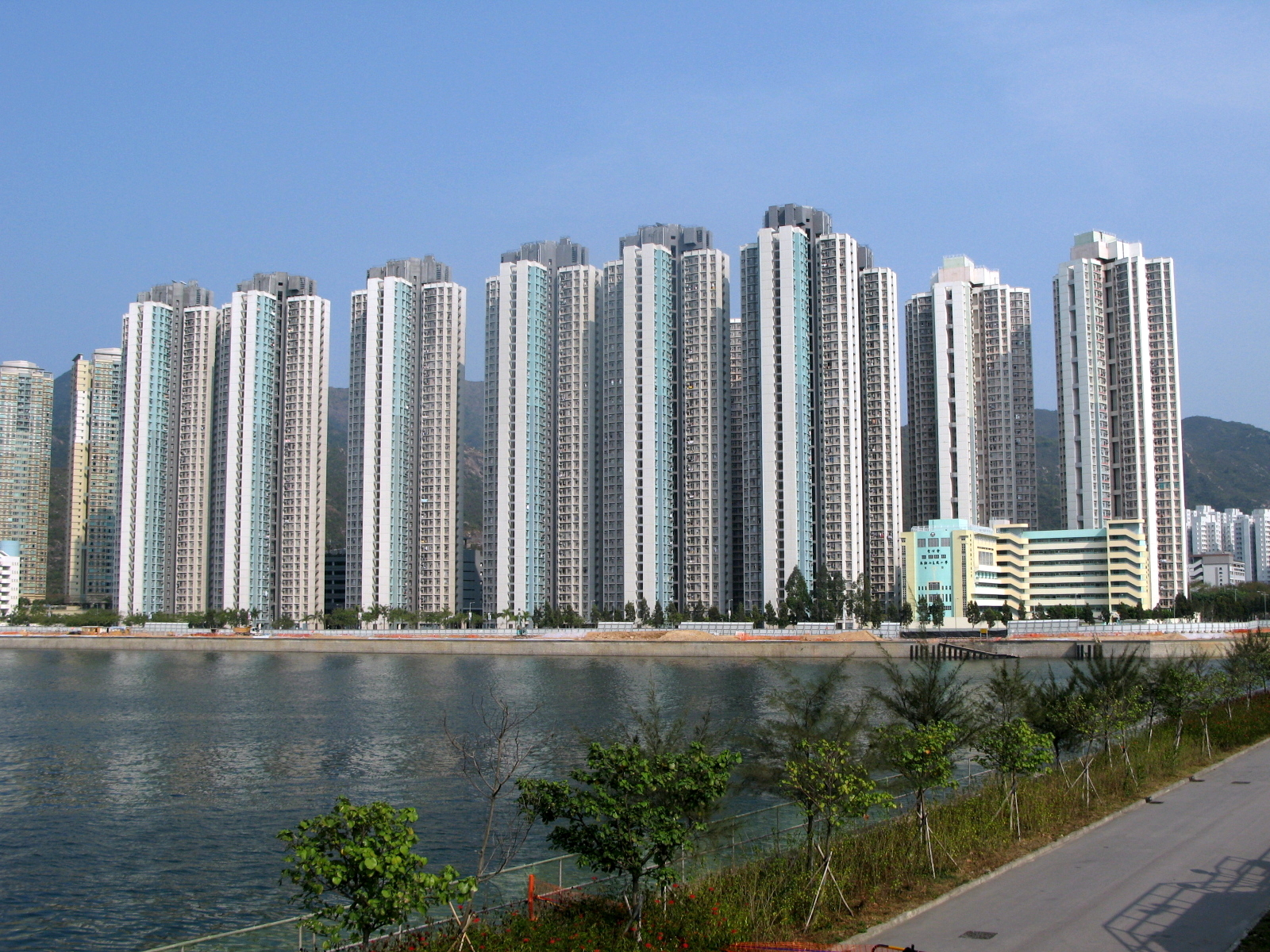
錦泰苑
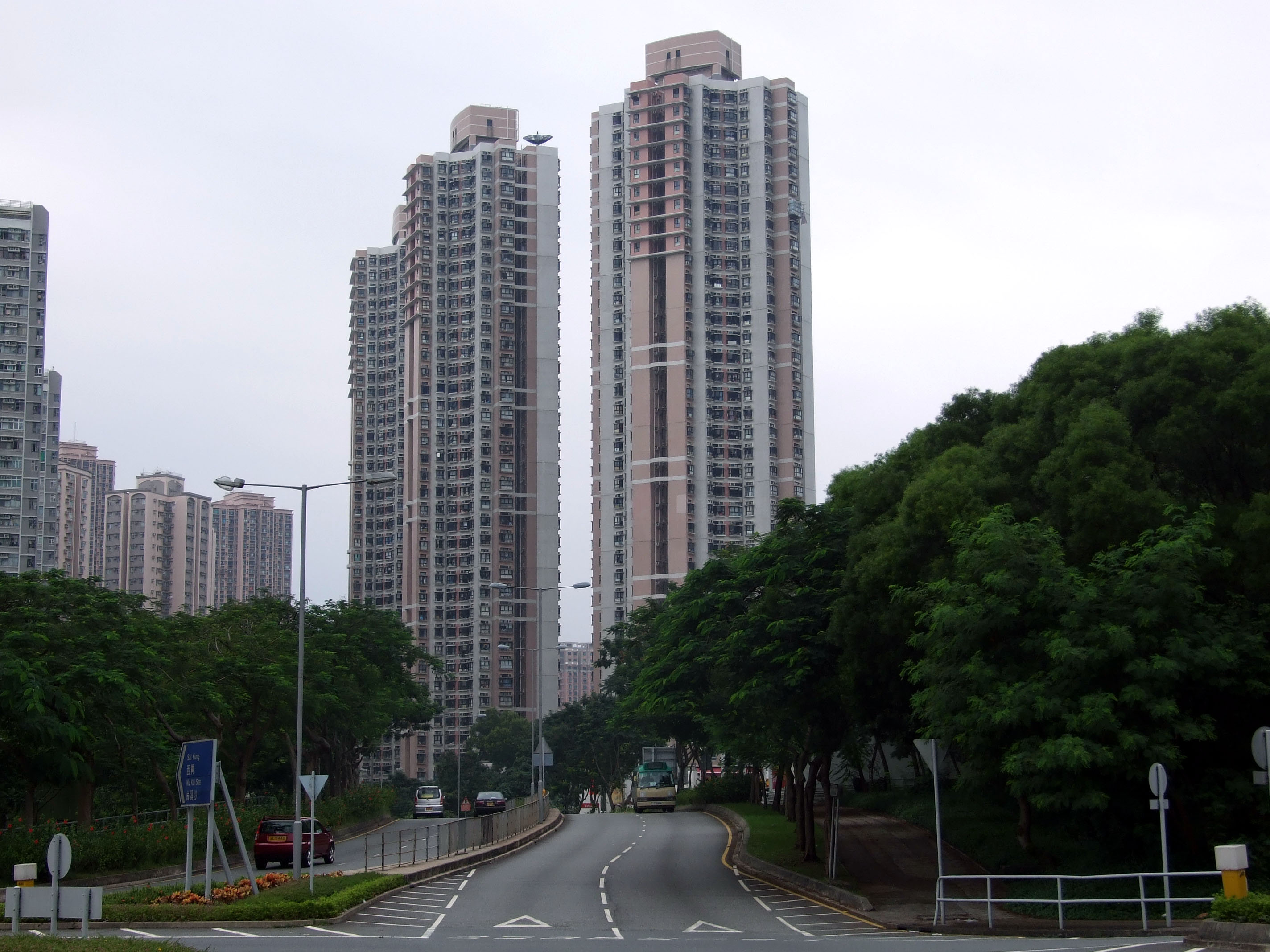
雅景臺
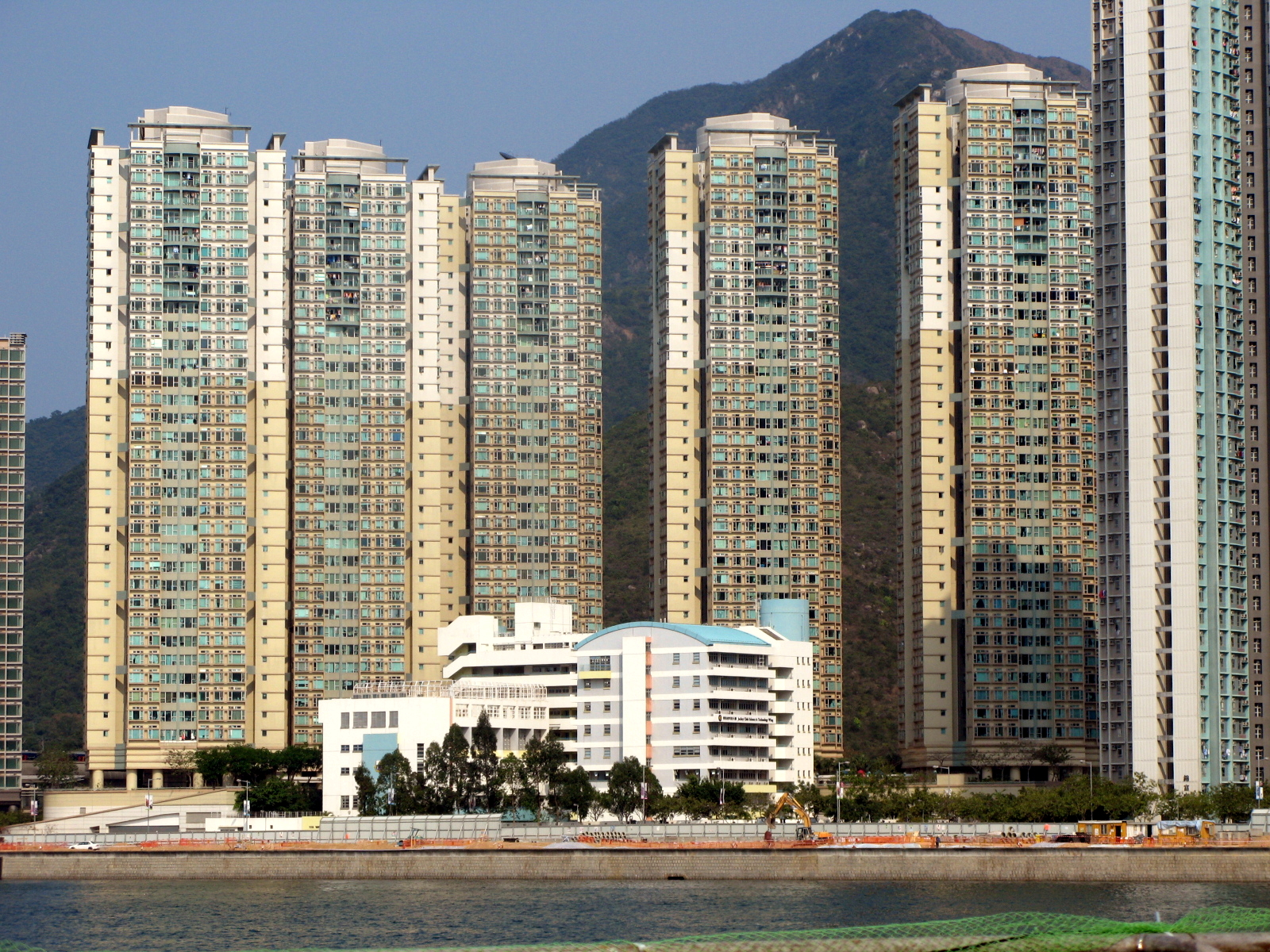
曉峯湾畔
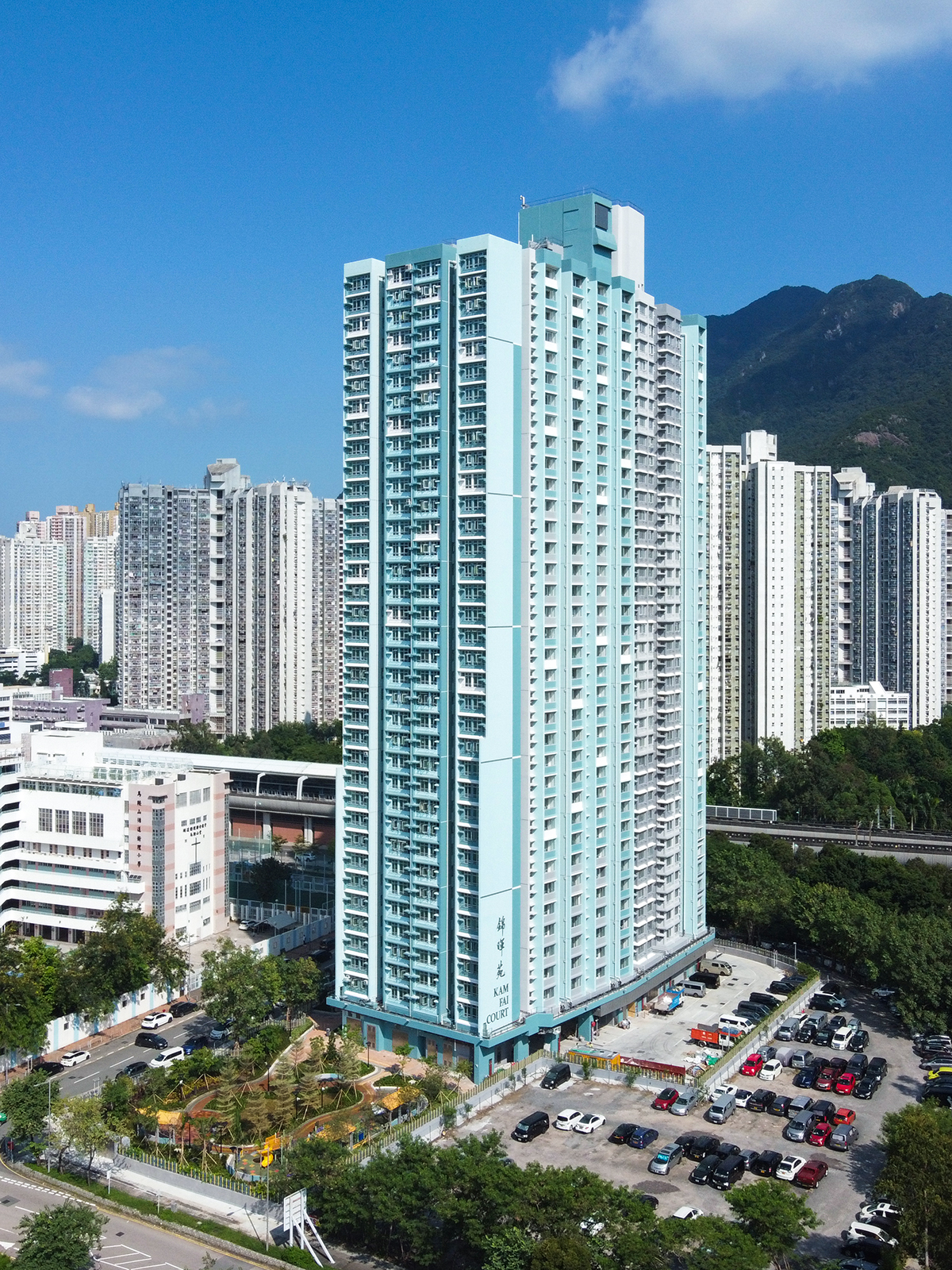
錦暉苑（2020年10月）
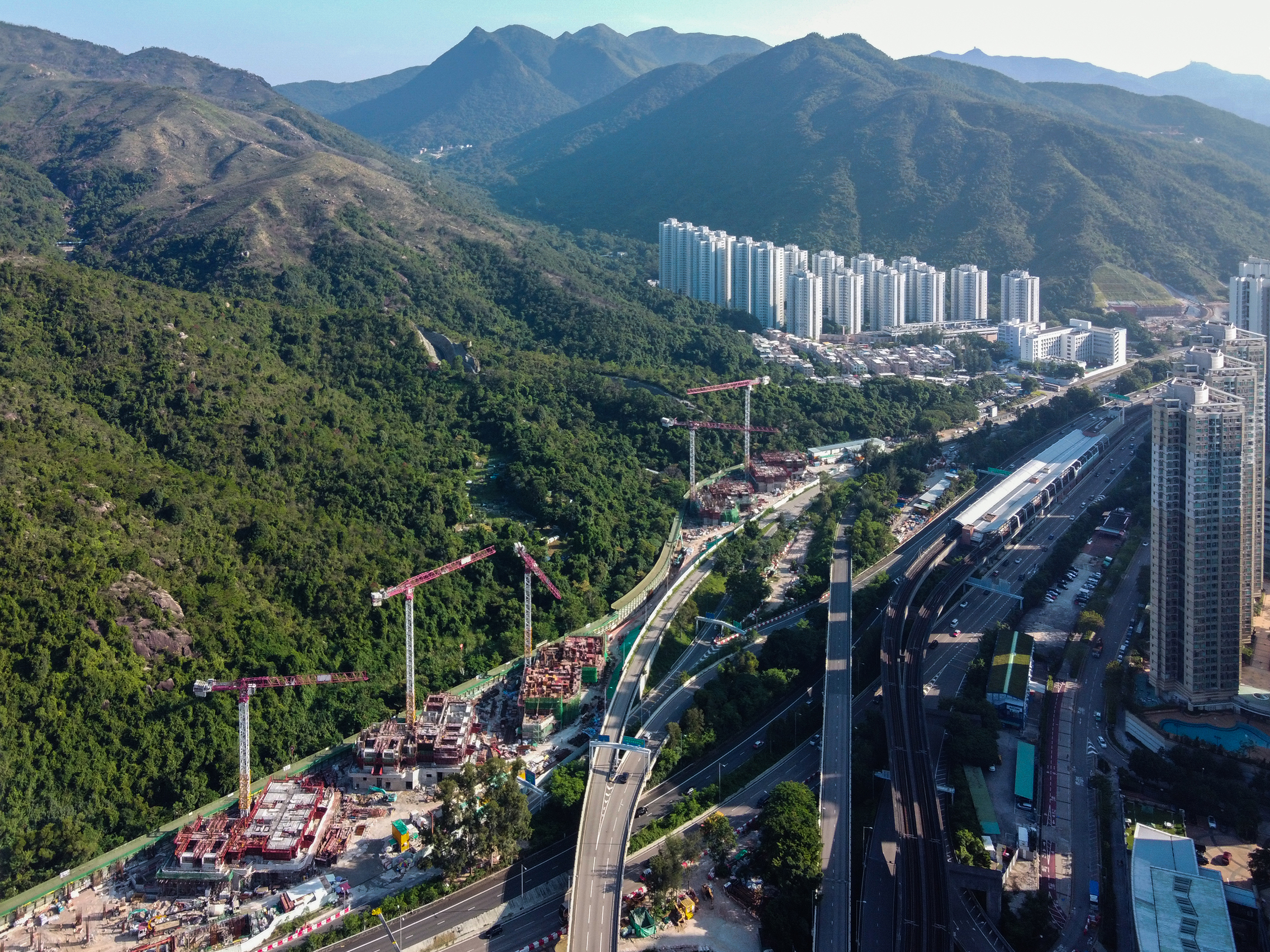
建設中の錦駿苑（2020年10月）

### 民間住宅
- 新港城[20]（開発：恆基兆業地産）
- 雅典居[21]（開発：新鴻基地産）
- 雅濤居[22]（開発：信和置業、凱德集團）
- 海濤居[23]（開発：恆基兆業地産）
- 海典居[24]（開発：信和置業）
- 海典湾[25]（開発：信和置業）
- 海栢花園[26]（開発：長江實業）
- 馬鞍山中心（開発：南豐發展）
- 迎濤湾[27]（開発：華懋集團）
- 聽濤雅苑[28]（開発：長江實業）
- 觀瀾雅軒（開発：恆隆地産）
- 嘉華星濤湾（開発：嘉華國際）
- 嵐岸（開発：長江實業）
- 翠擁華庭[29]（開発：長江實業・和記黄埔）
- 銀湖・天峰（烏渓沙駅上部、開発：港鐵公司・信和置業）
- 天宇海（開発：長江實業）
- 迎海（開発：恆基兆業地産・新世界發展・培新集團）
- 星漣海（開発：長江實業)
- 雲海（開発：新鴻基地産）

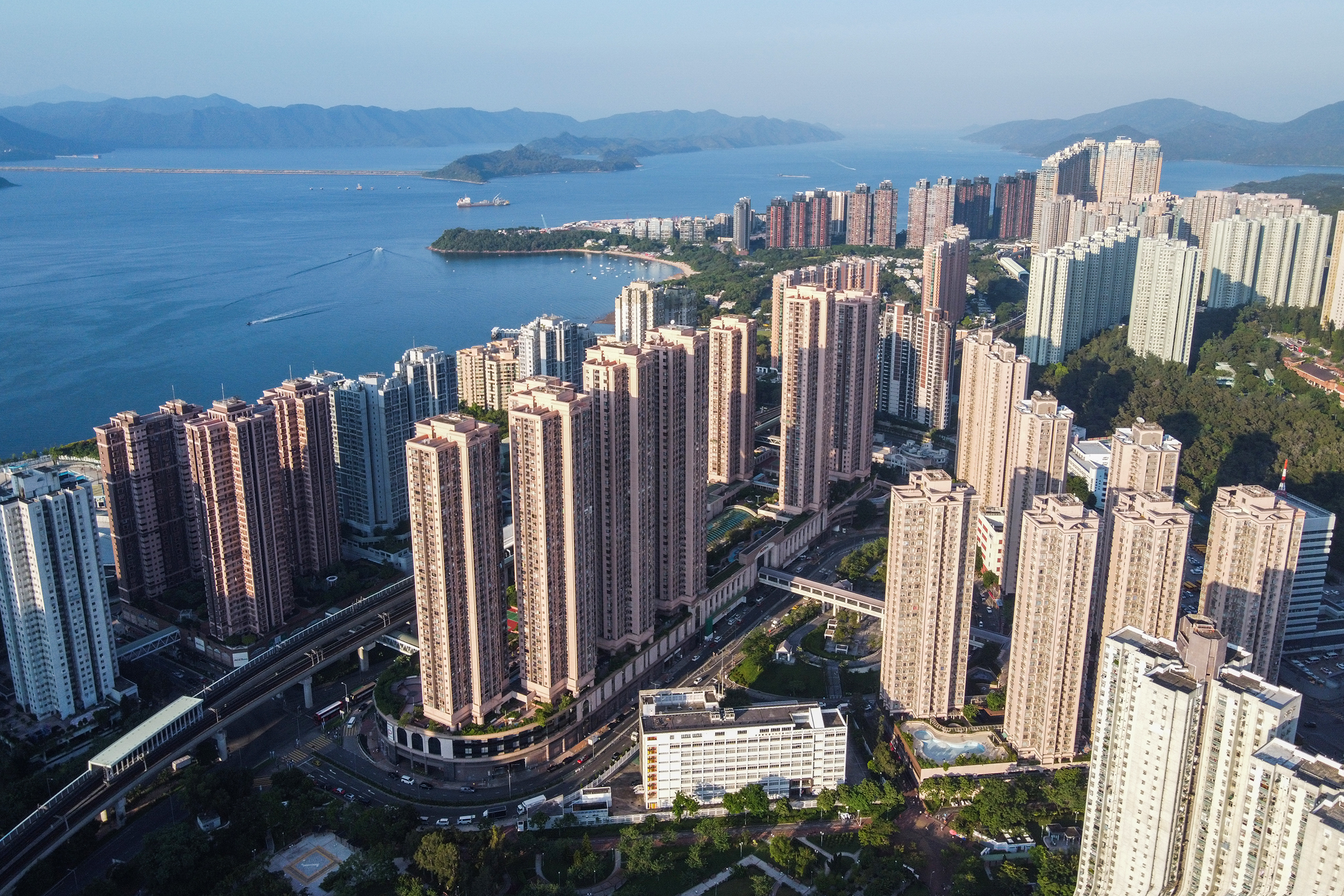
新港城
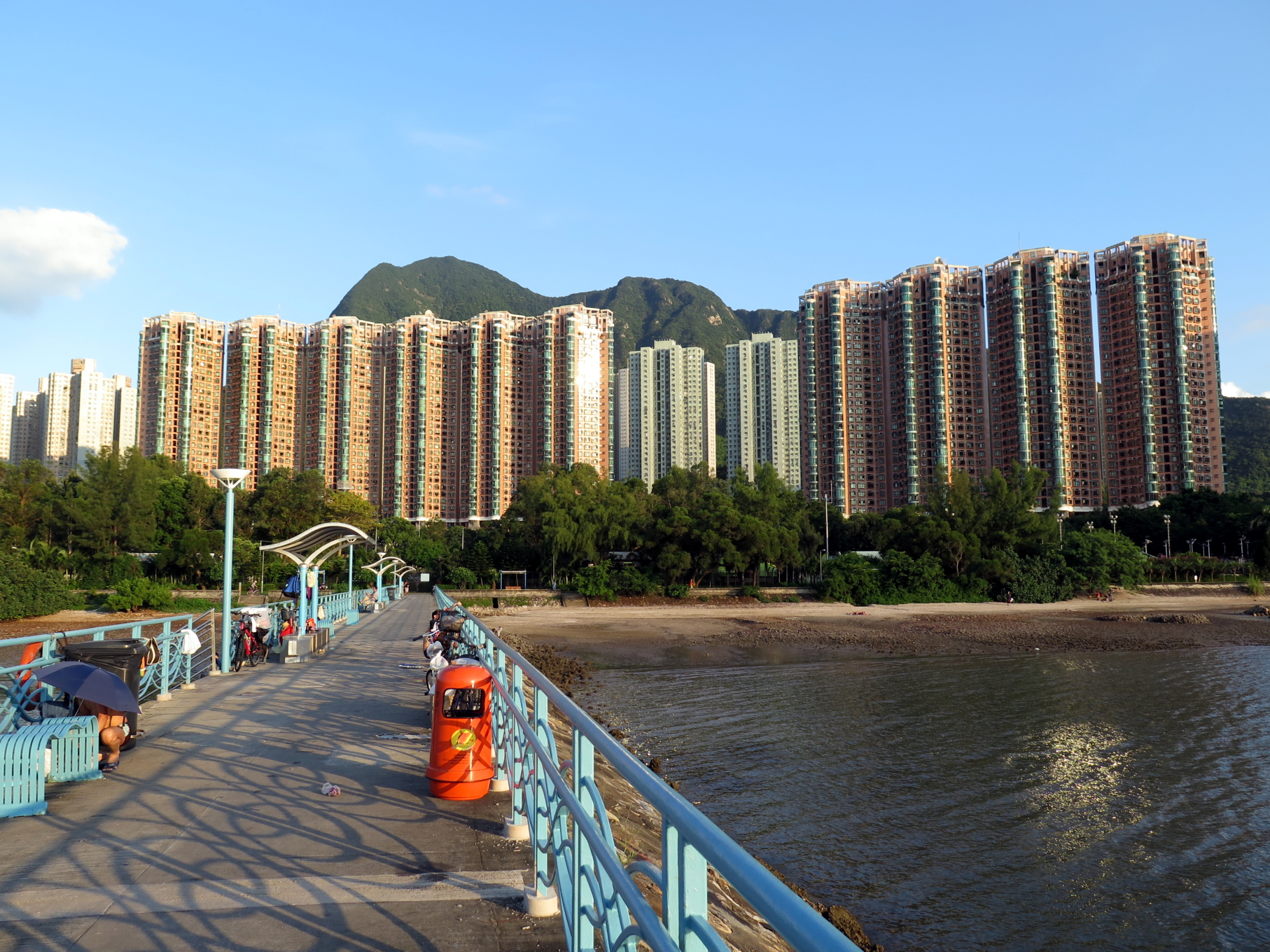
雅典居
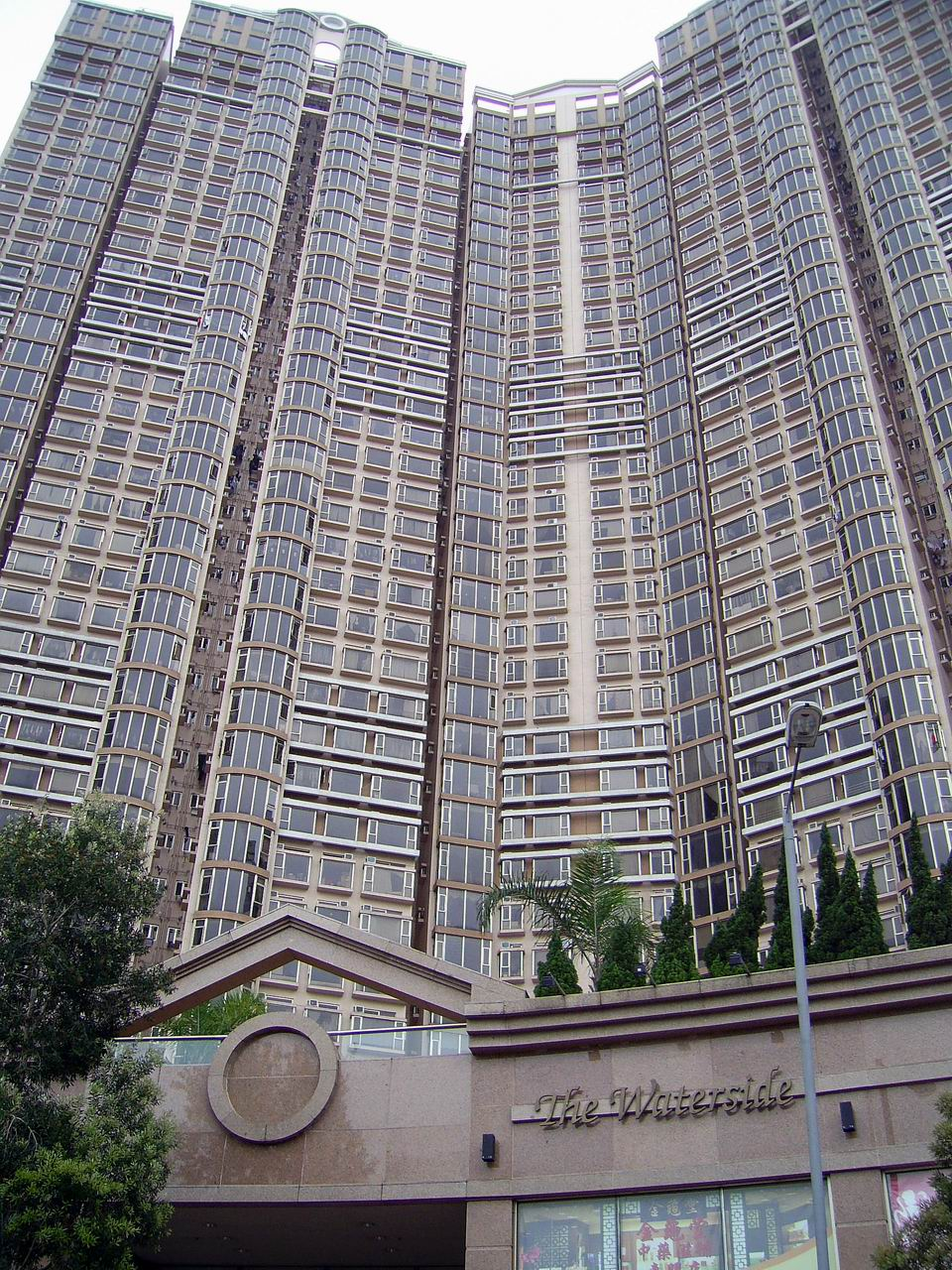
雅濤居
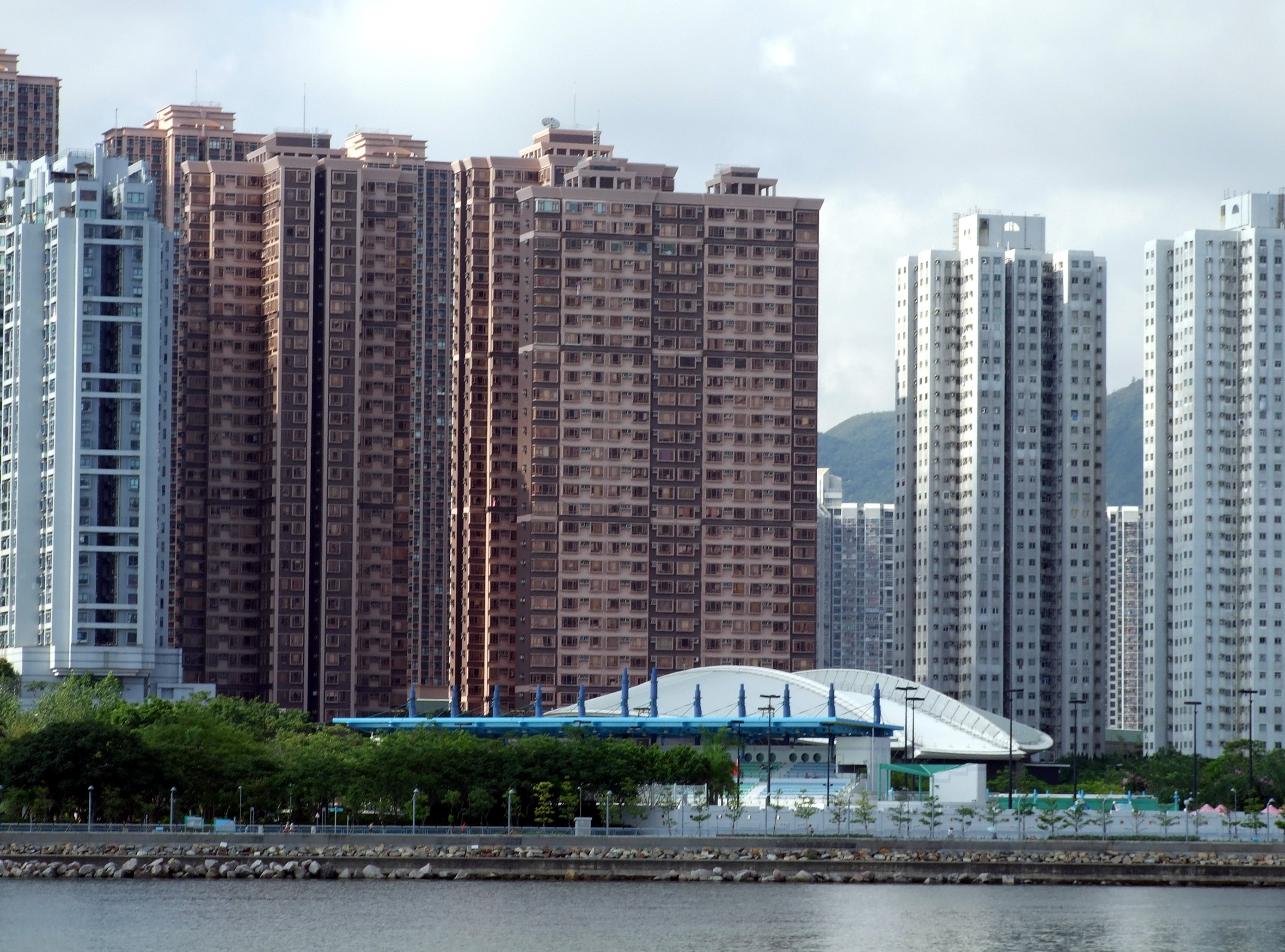
海濤居
海典居
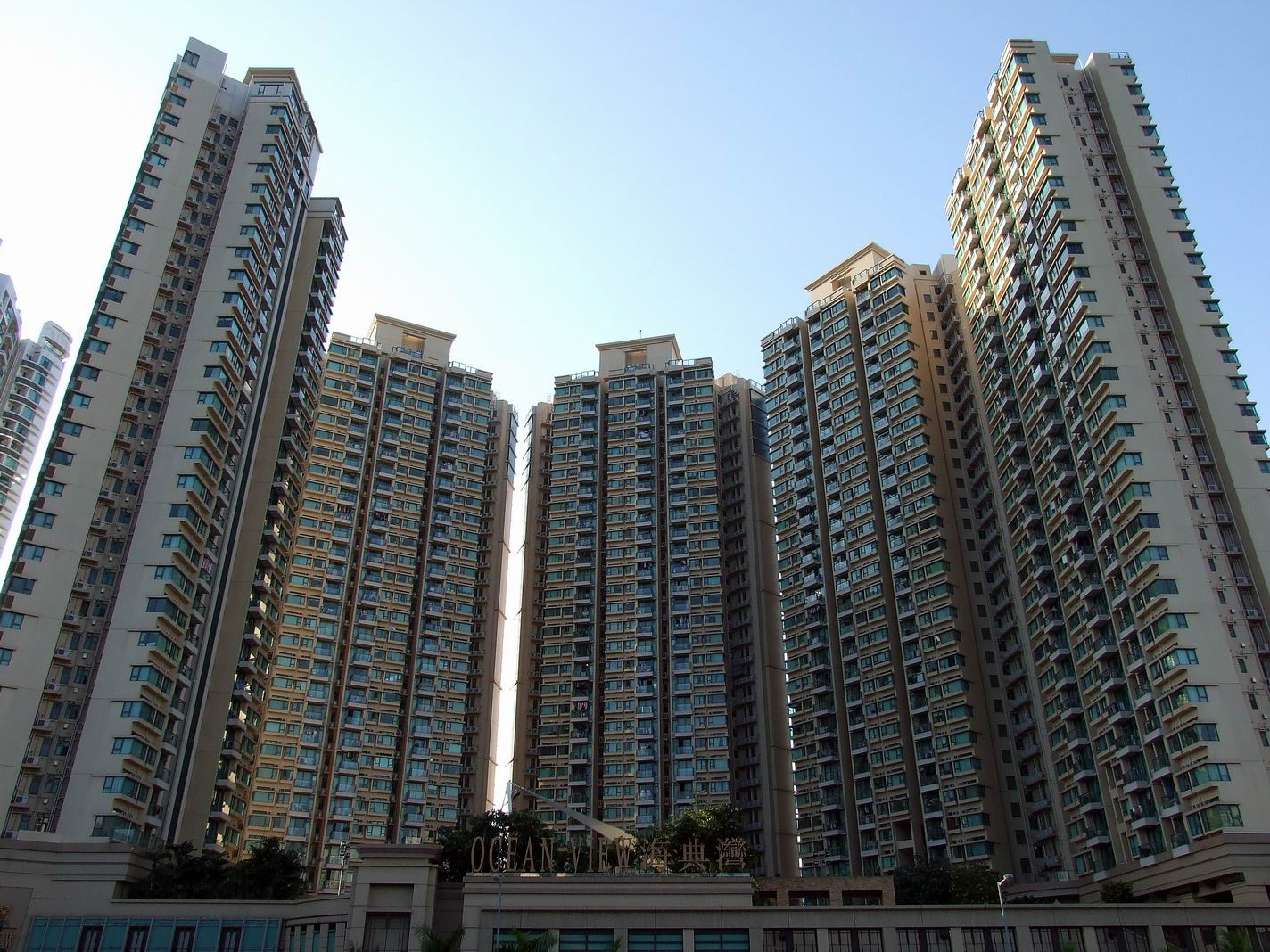
海典湾
海栢花園
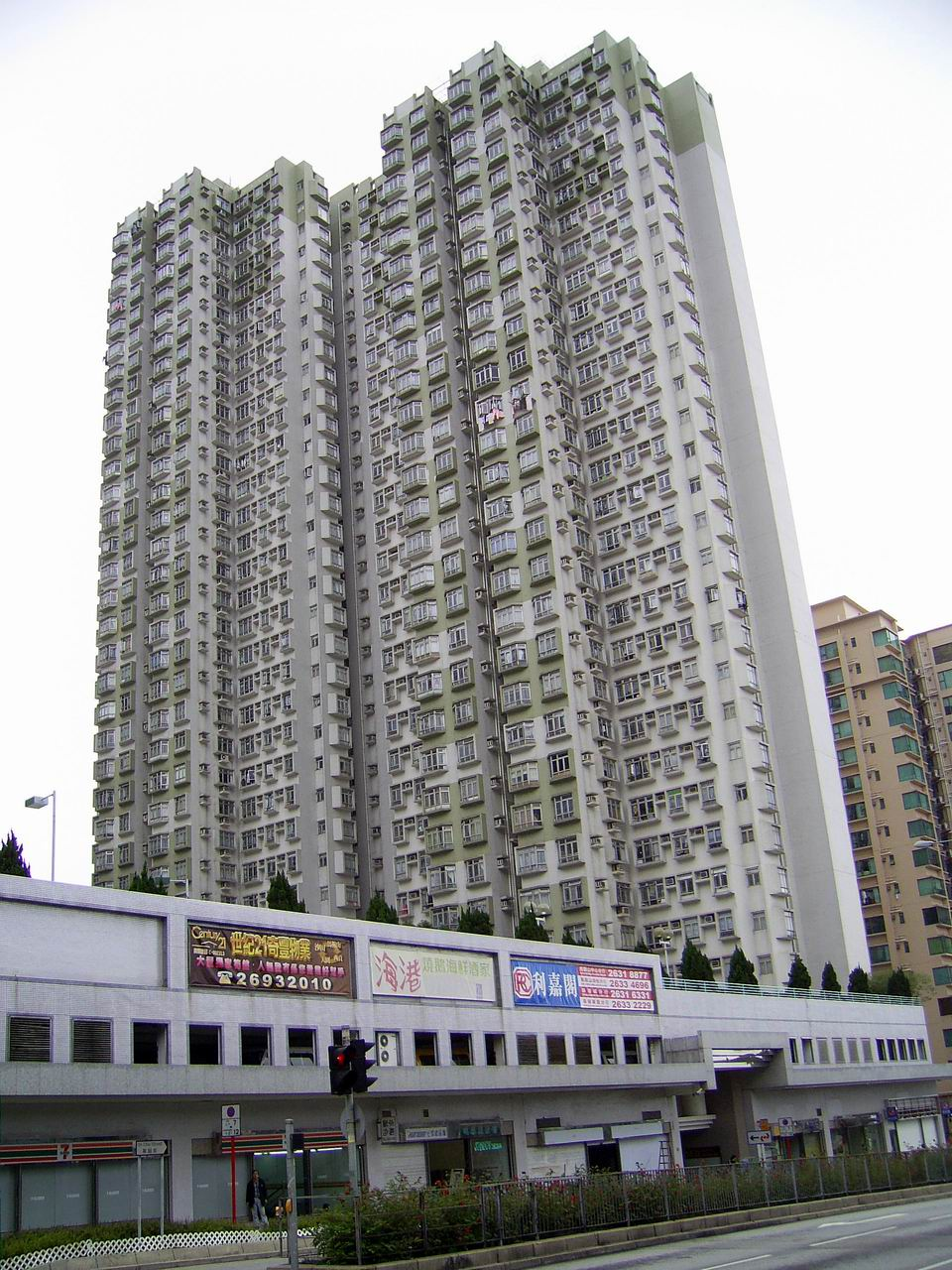
馬鞍山中心
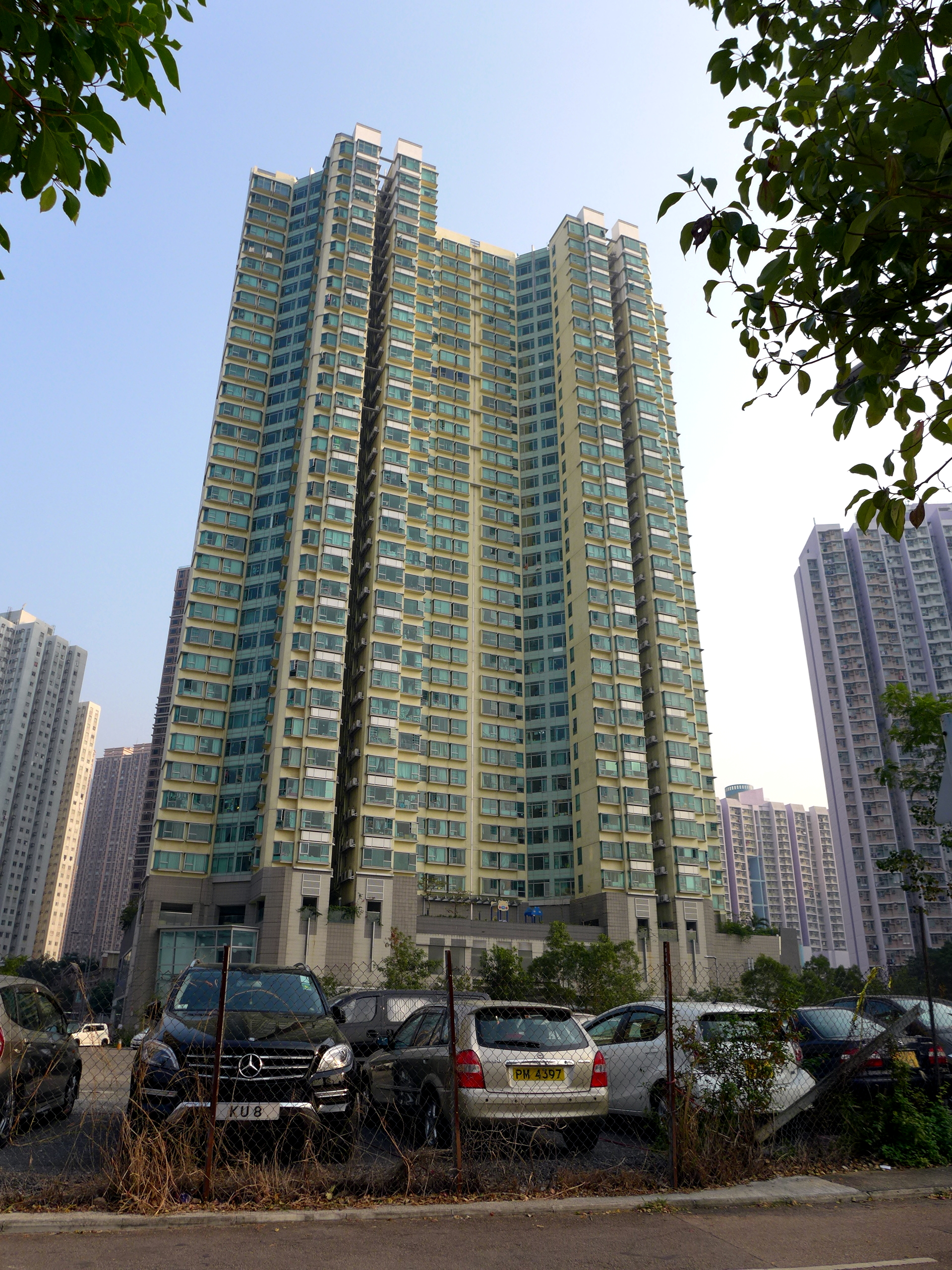
迎濤湾
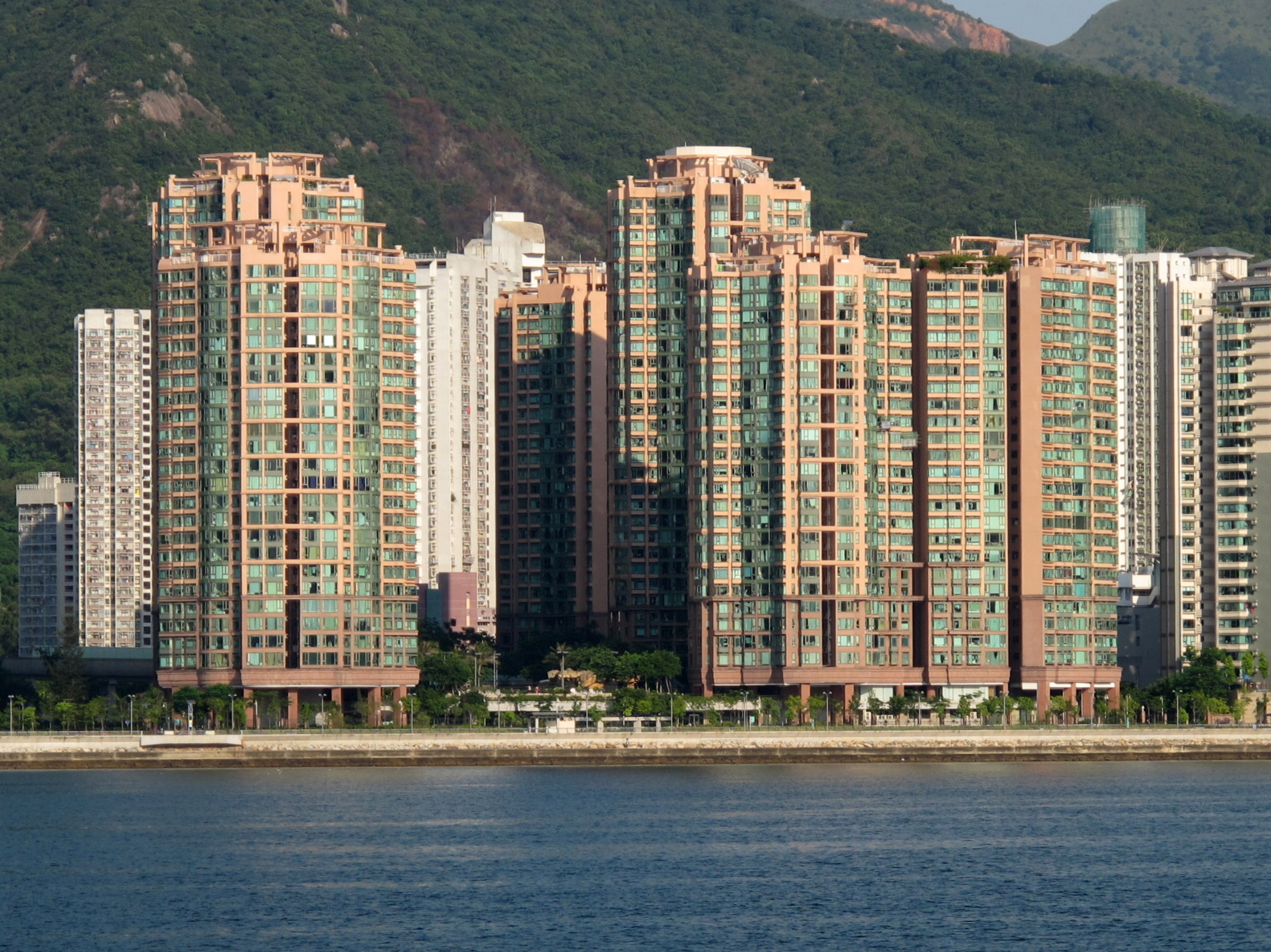
聽濤雅苑
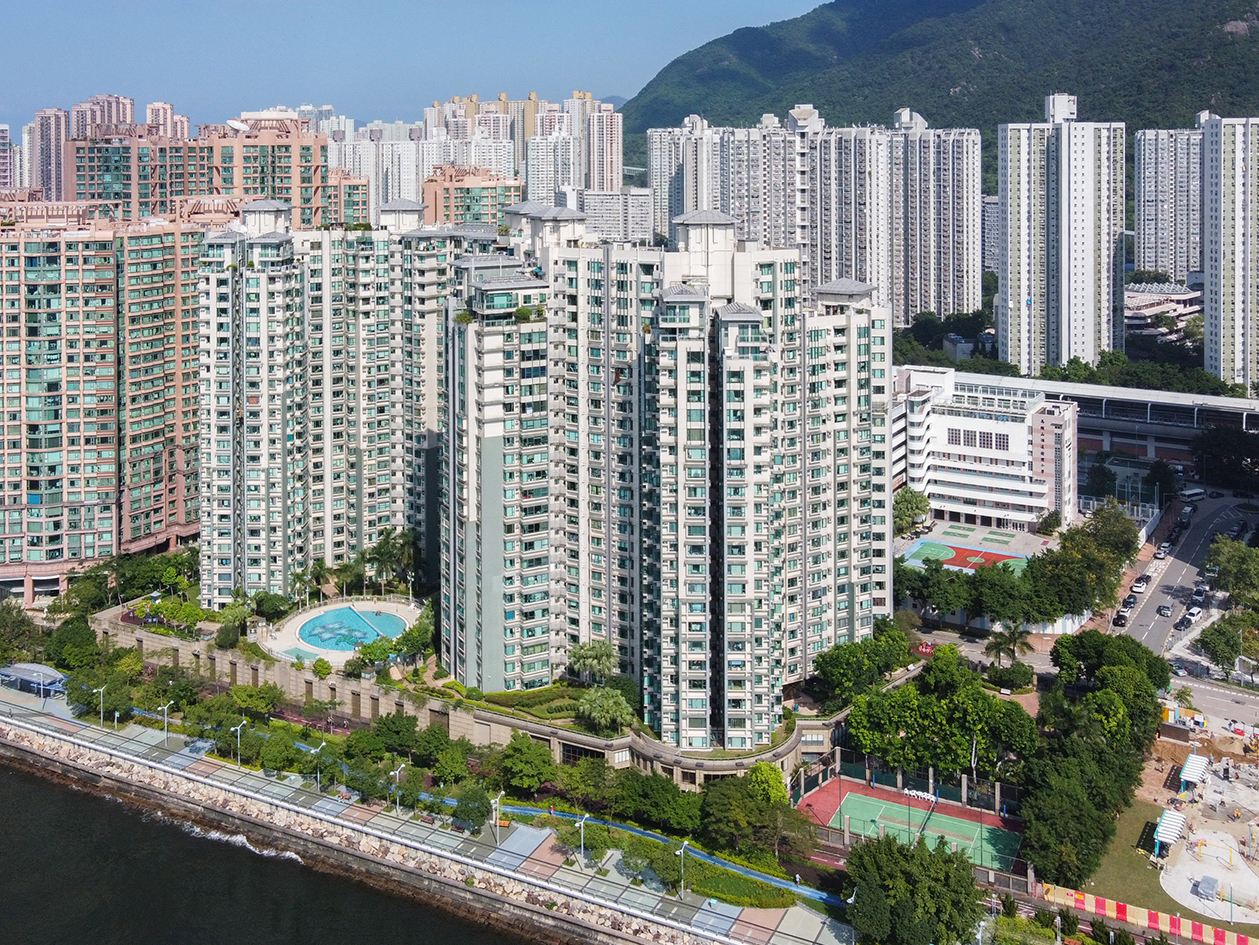
觀瀾雅軒
嘉華星濤湾
嵐岸
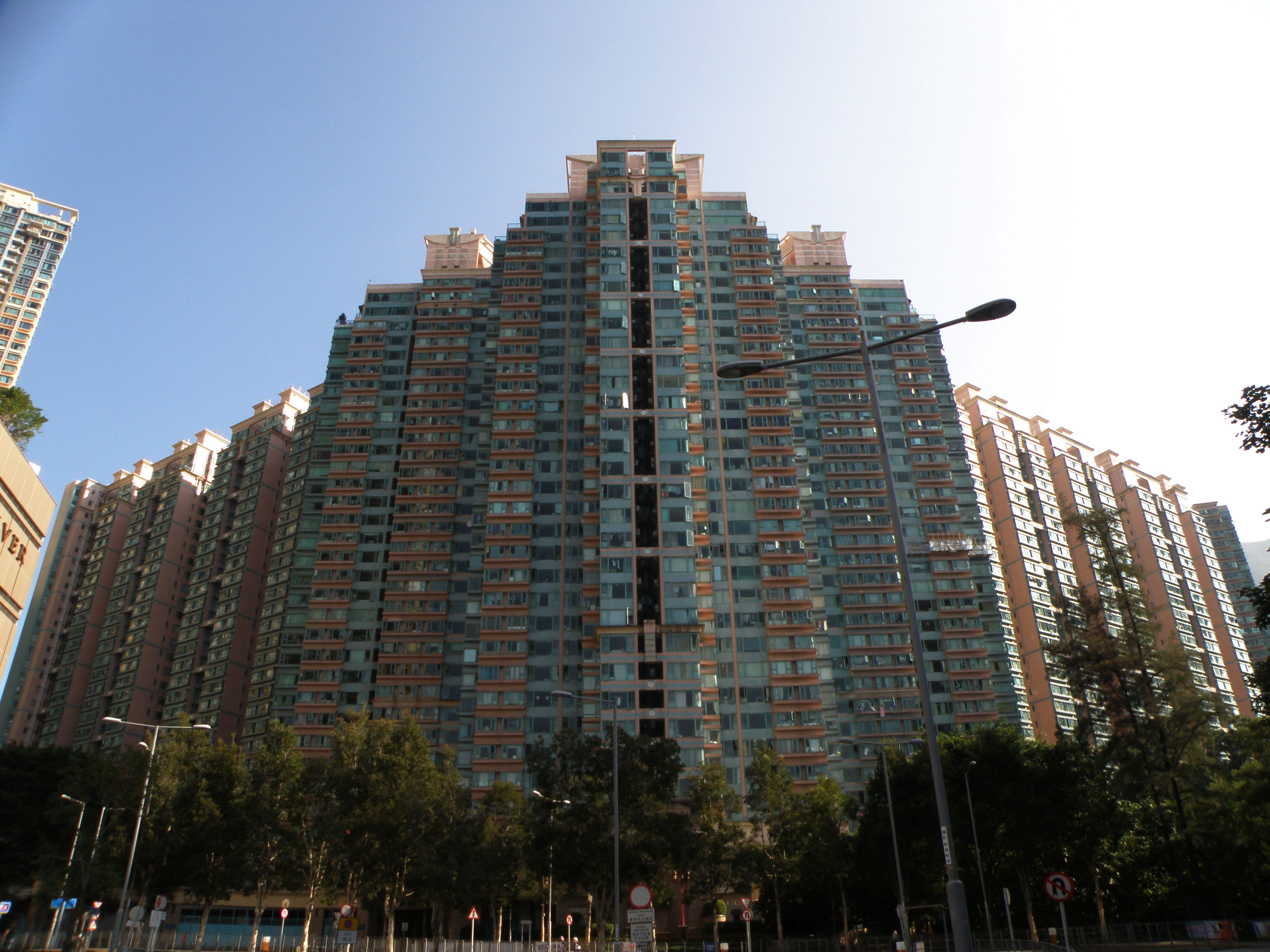
翠擁華庭
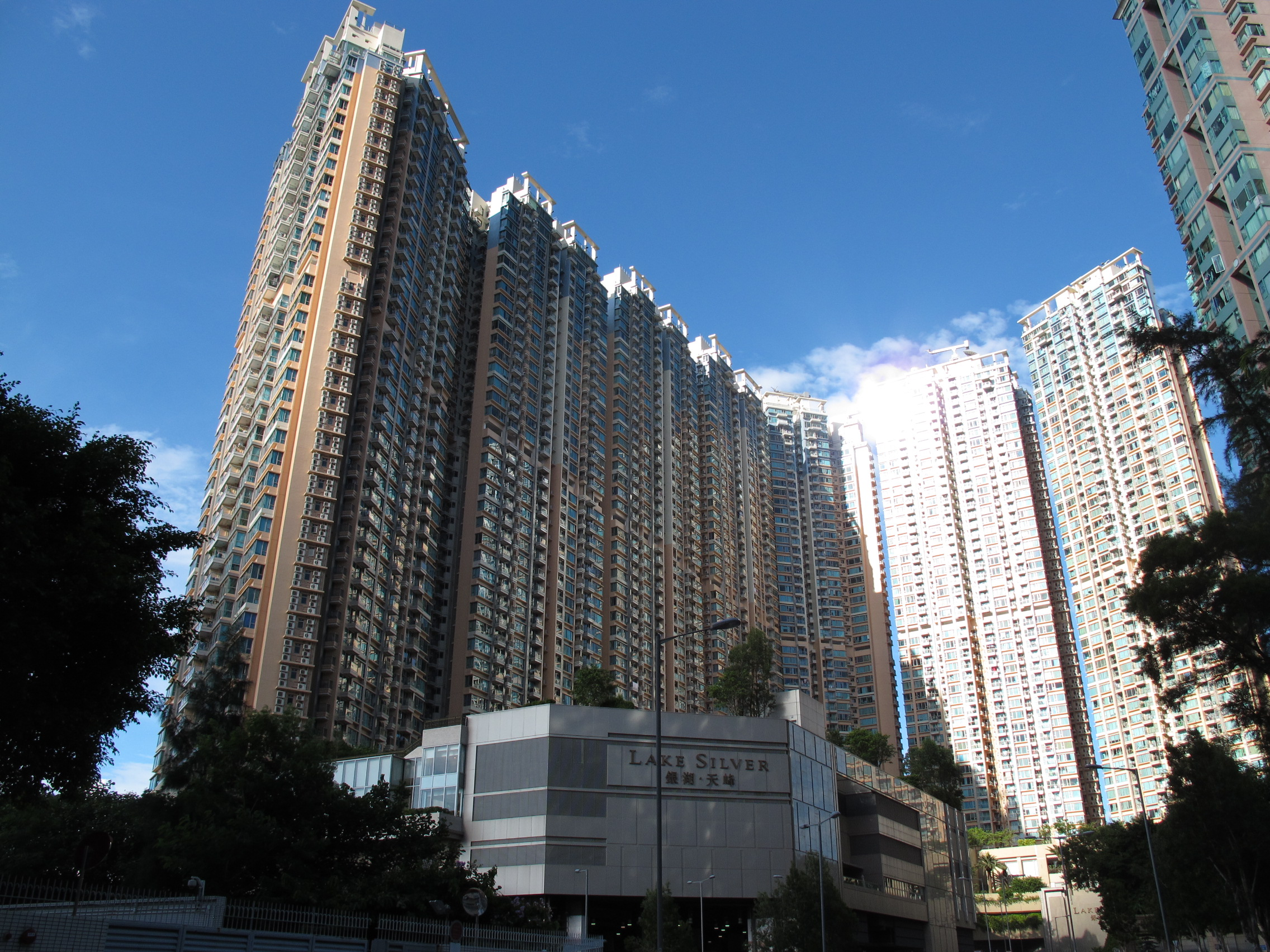
銀湖・天峰
天宇海
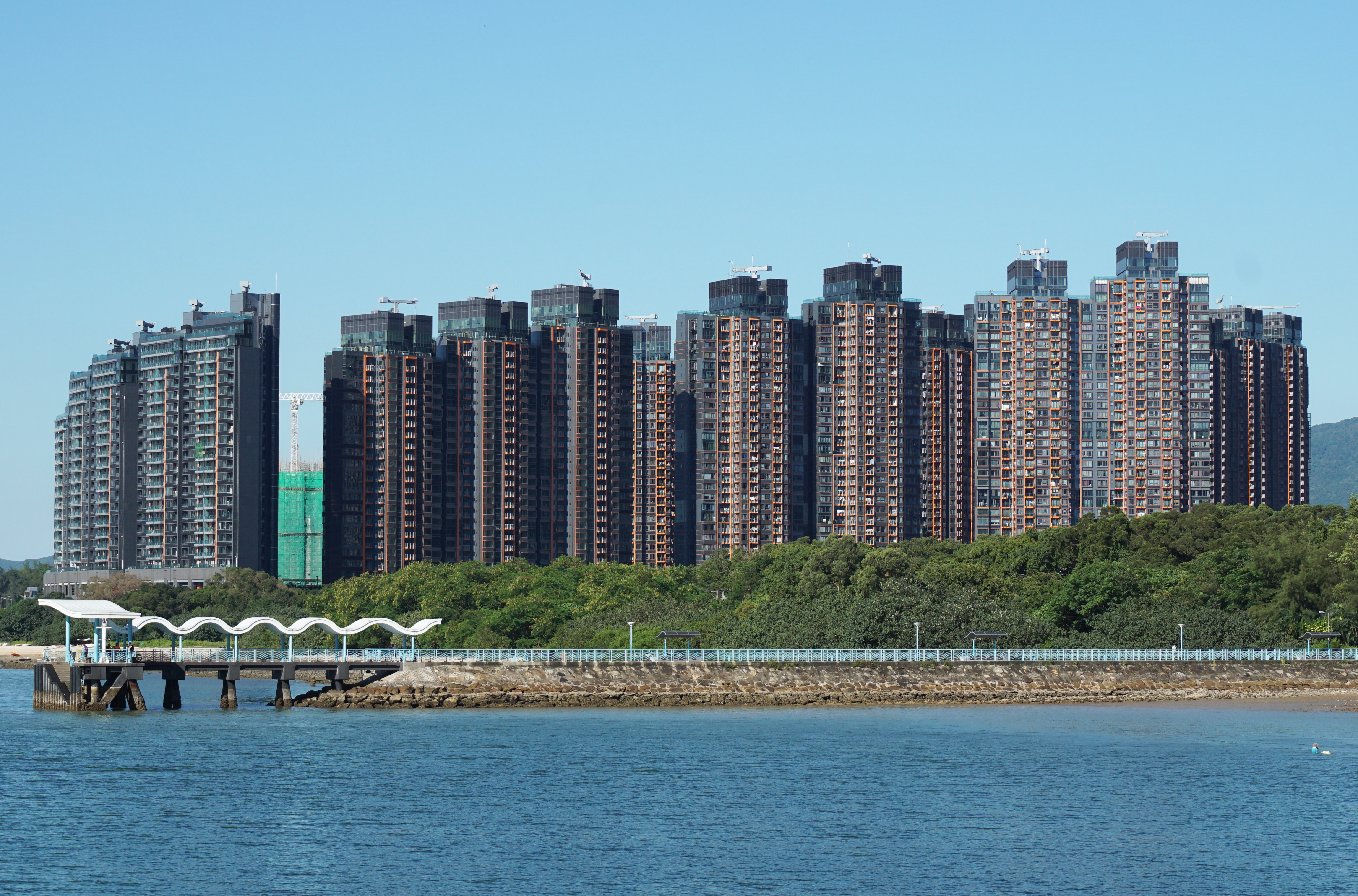
迎海

### 仮設住宅
- 興安臨時房屋区（1999年に解体）
- 城安臨時房屋区（1999年に解体）

### 郷村
- 烏渓沙村
  - 烏渓沙新村
- 長径村
- 渡頭湾村

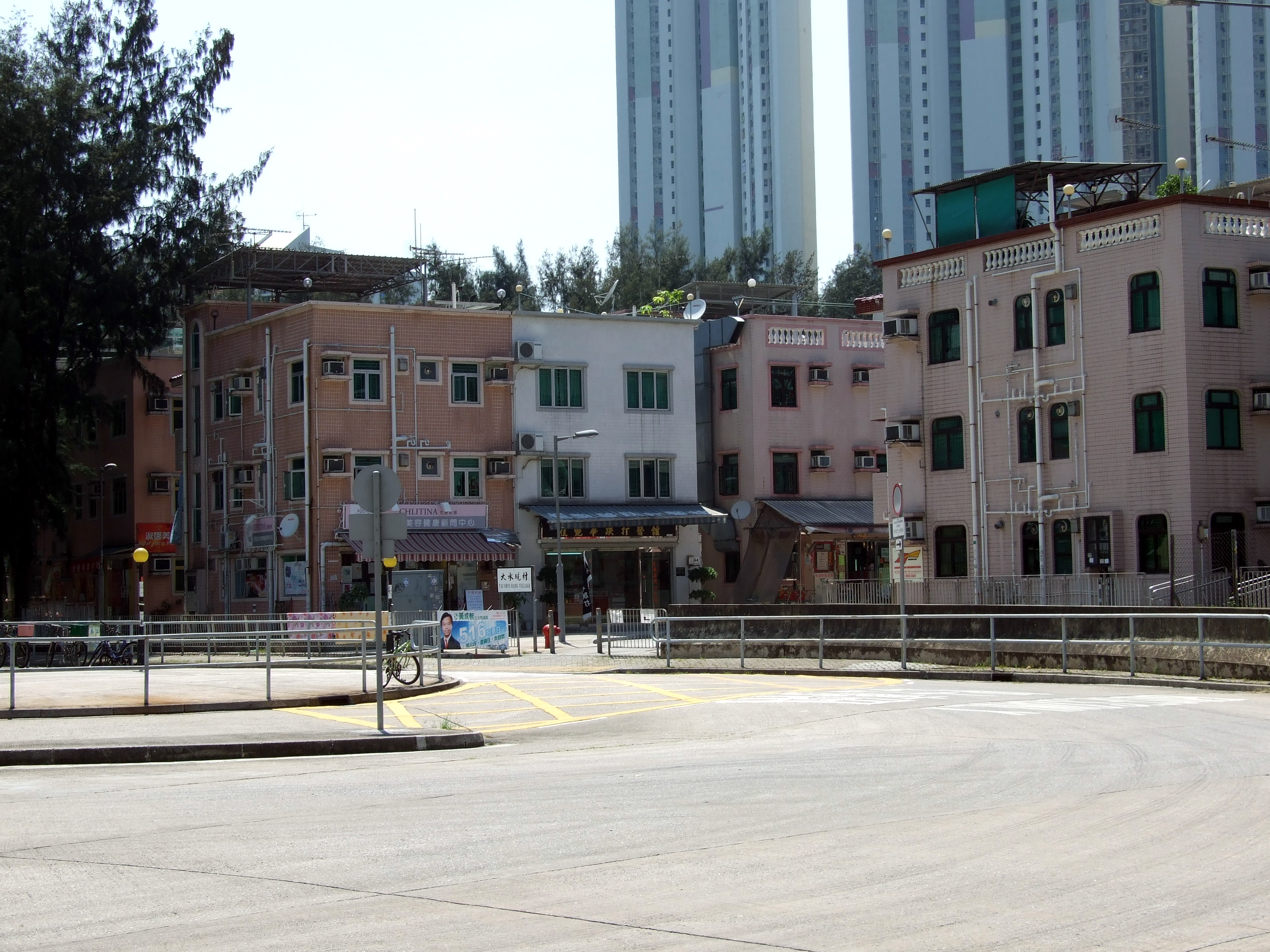
大水坑村
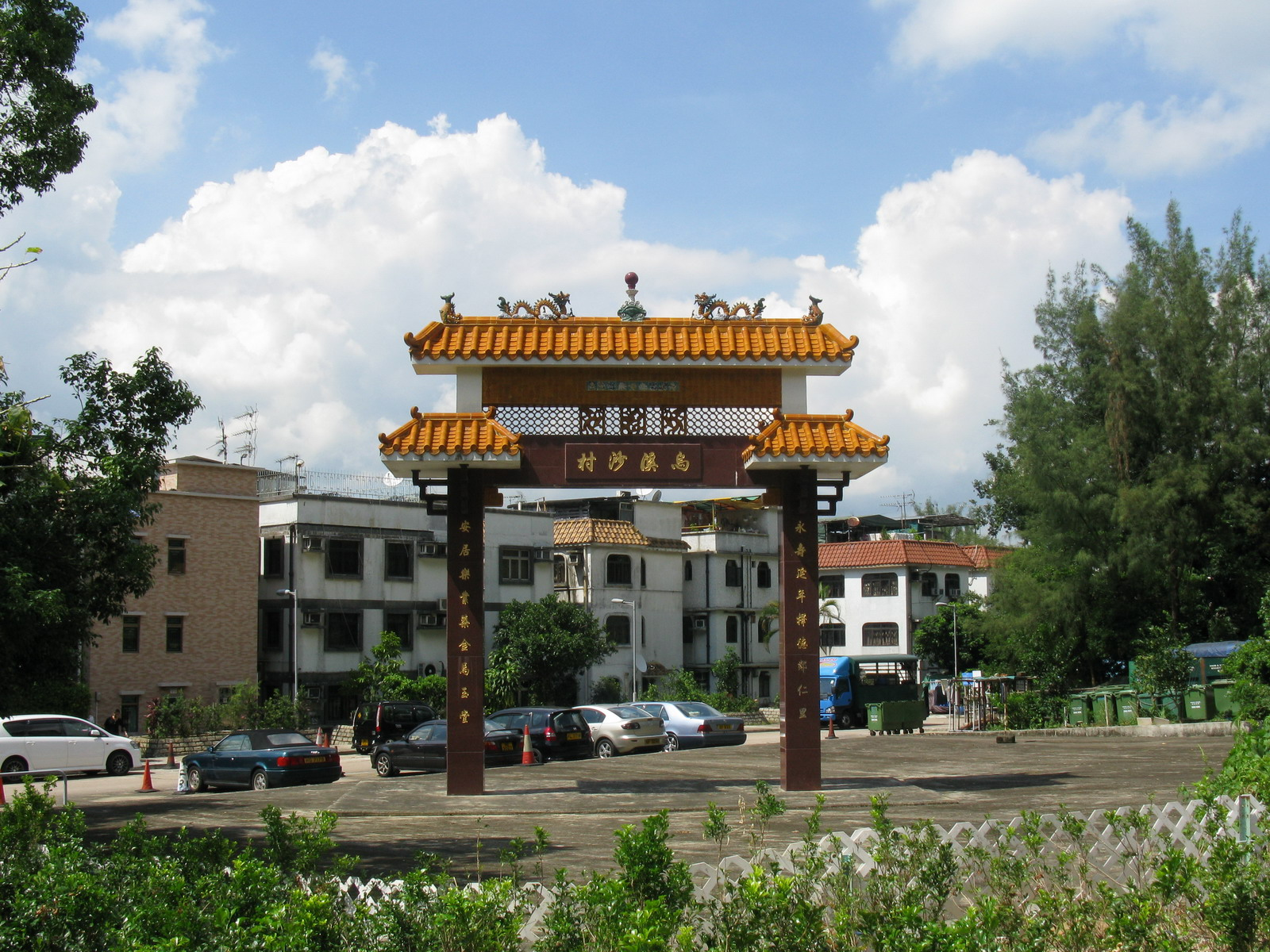
烏渓沙村牌坊
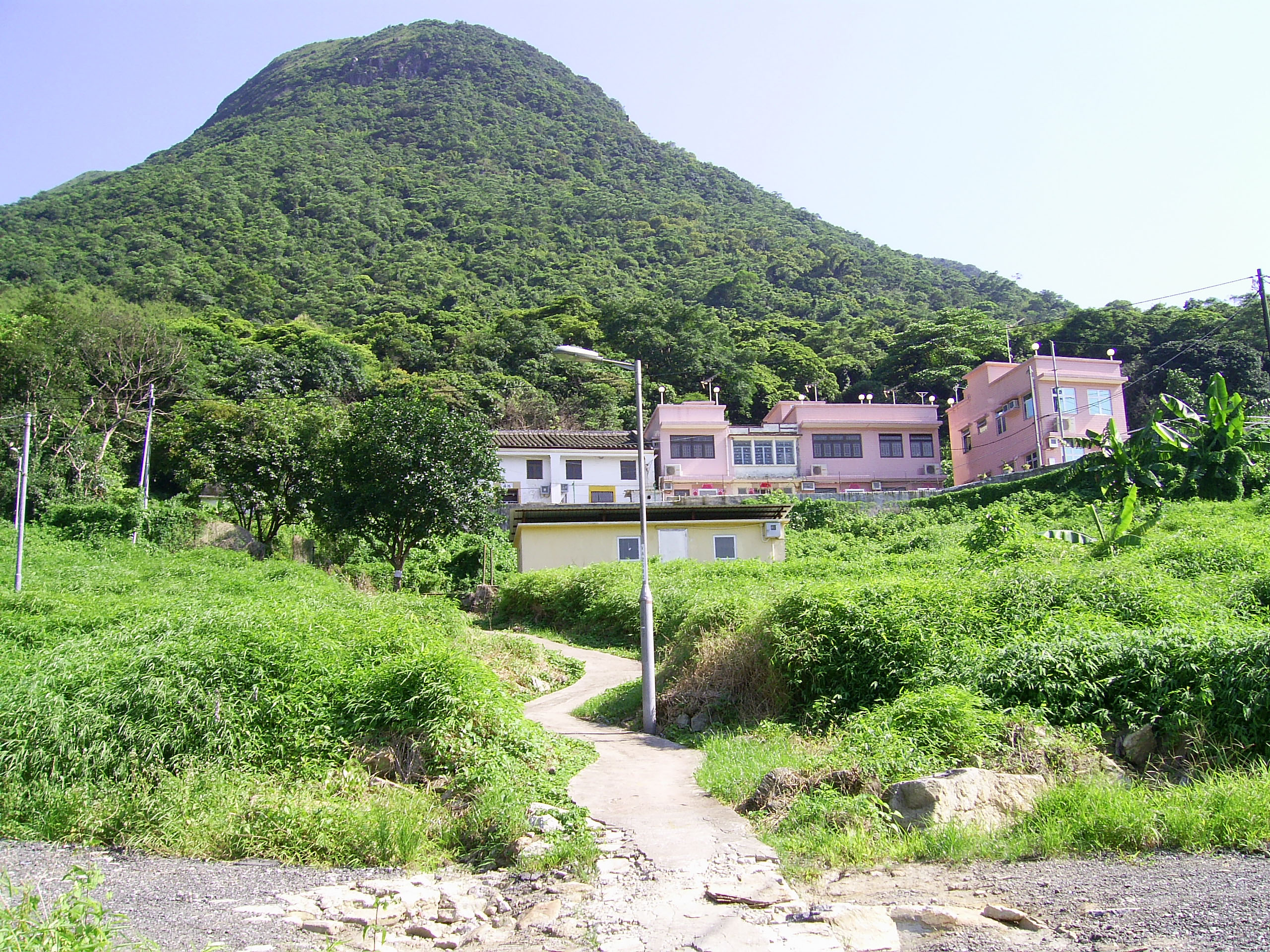
梅子林村
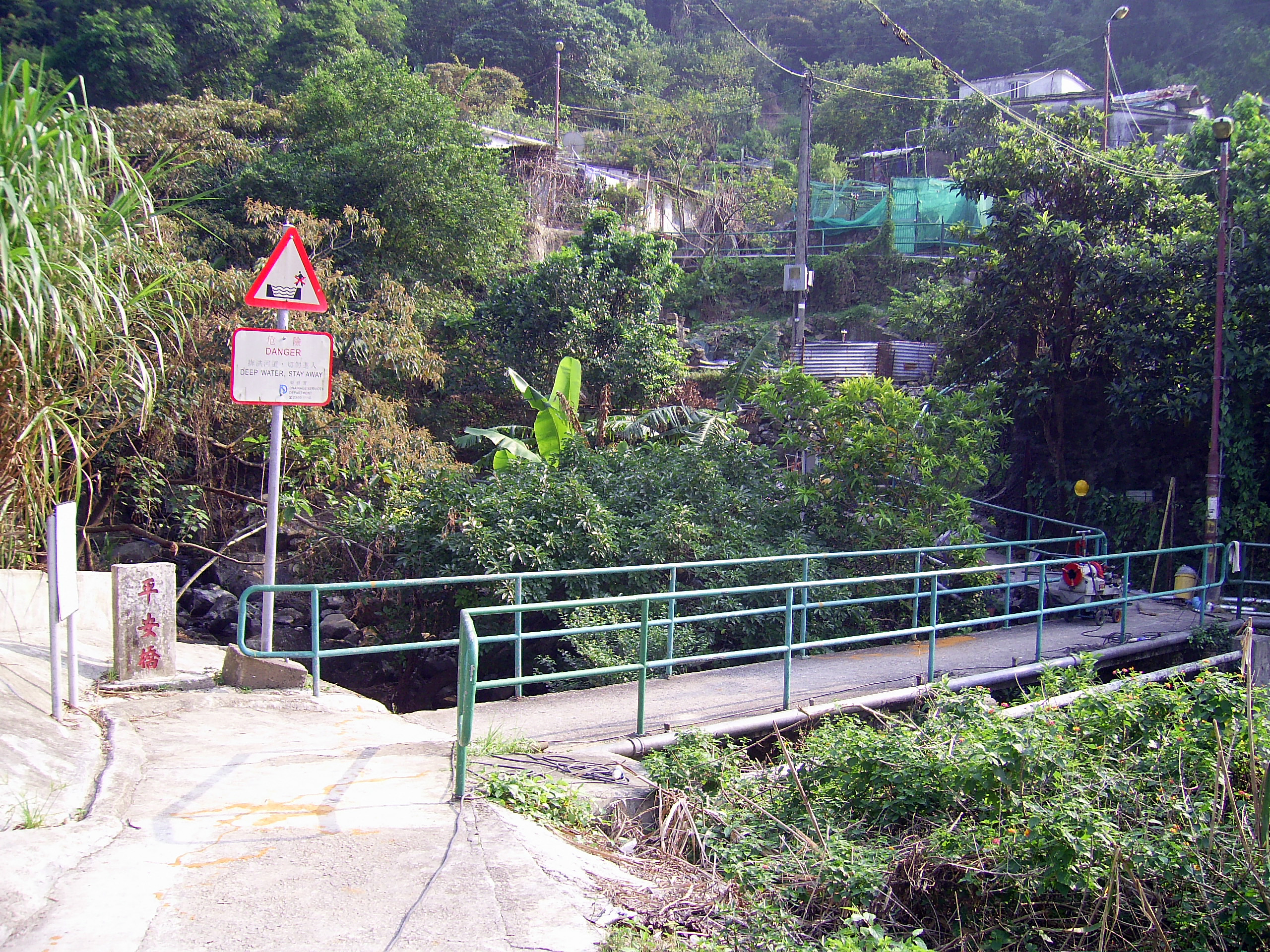
馬鞍山村
- 信義新村

- 大水坑村
- 烏渓沙村牌坊
- 梅子林村
- 馬鞍山上村

## 商業施設
馬鞍山には多くのショッピングモールがあるが、これらは大型住宅の建設に伴って建設されたもので、テナントはほとんどがレストランチェーンで占められており、選択肢が少ないために「美食砂漠」とも称されている。
民間商業施設：
- 馬鞍山廣場

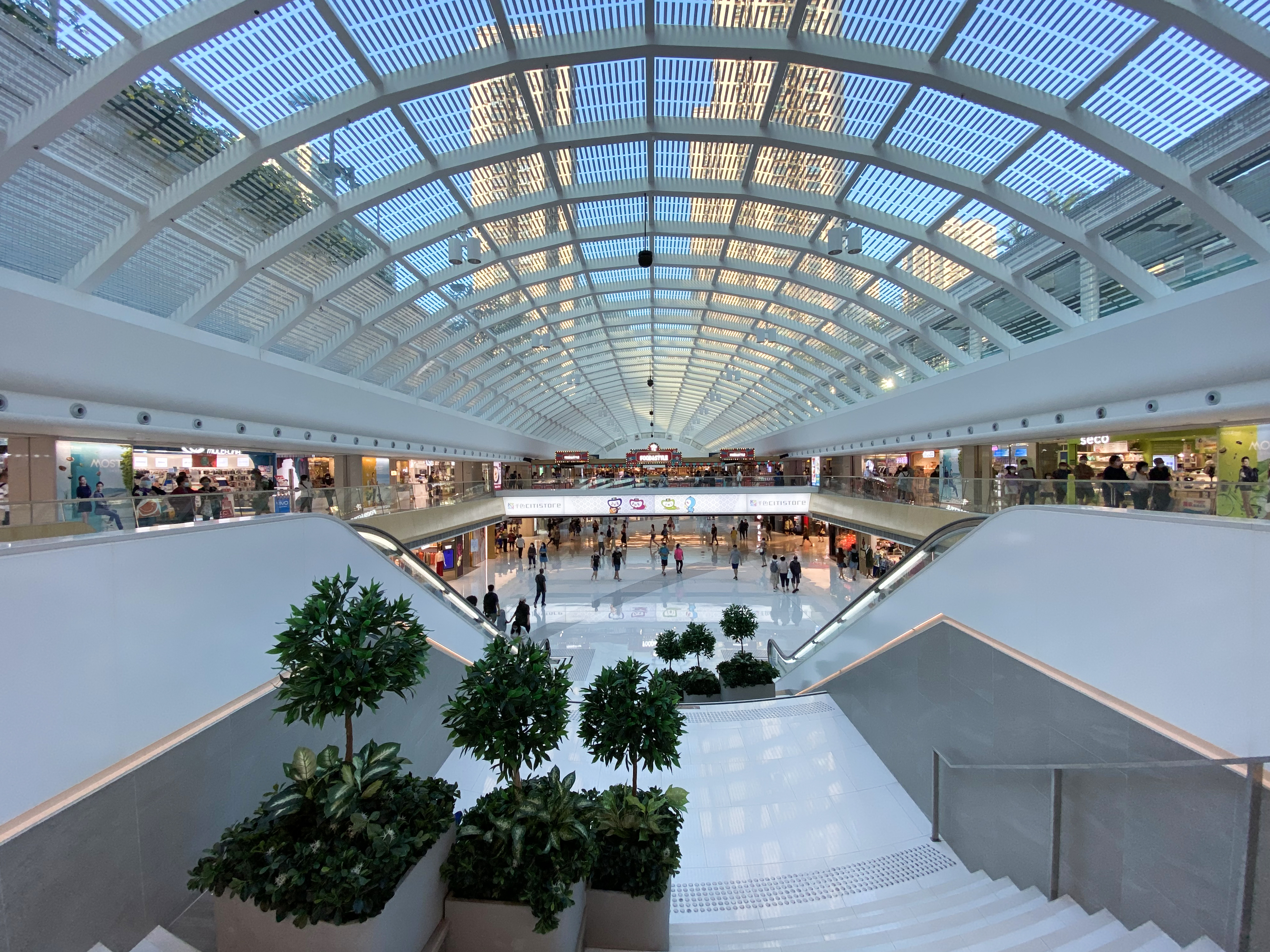
新港城中心
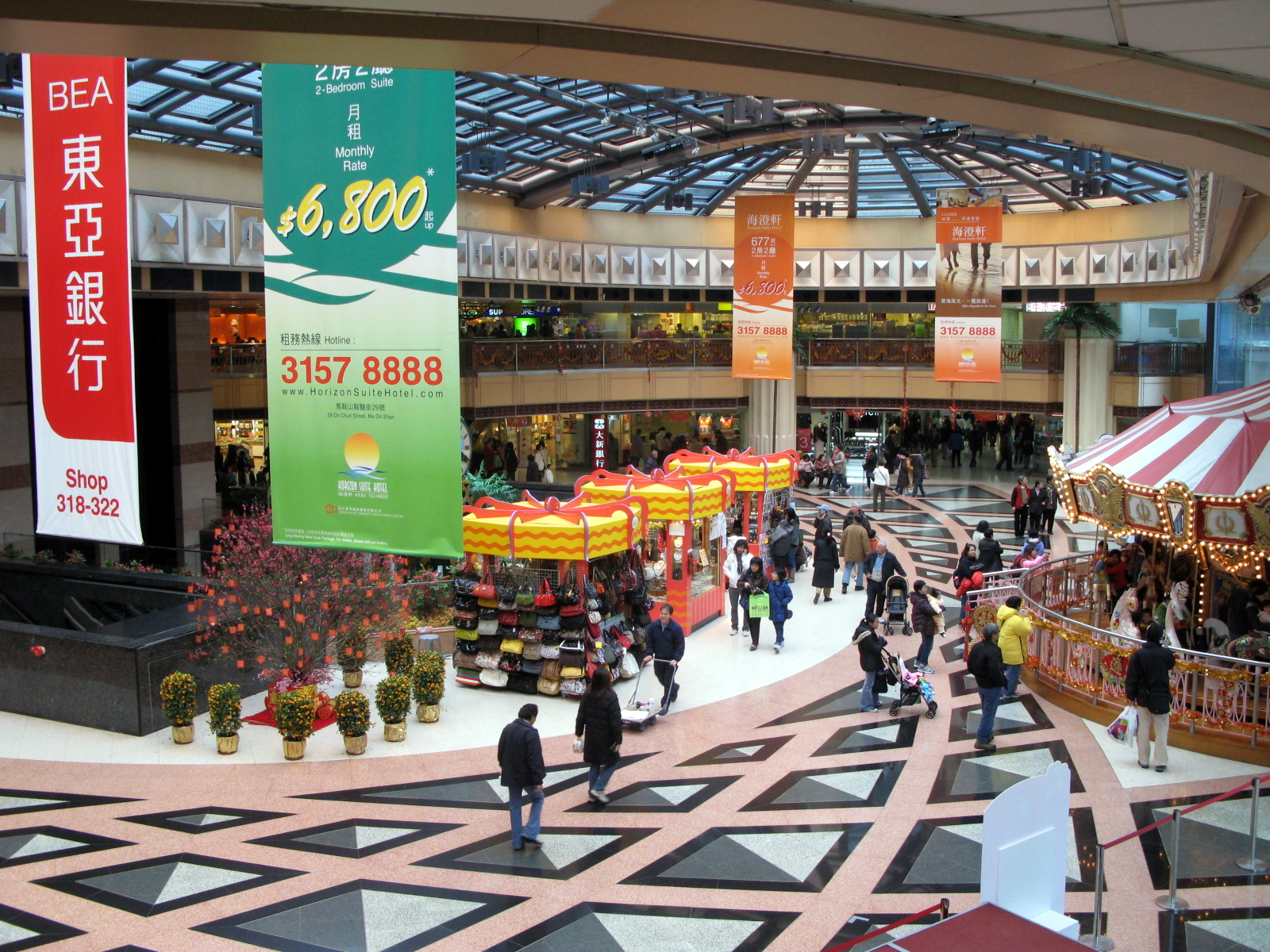
馬鞍山中心
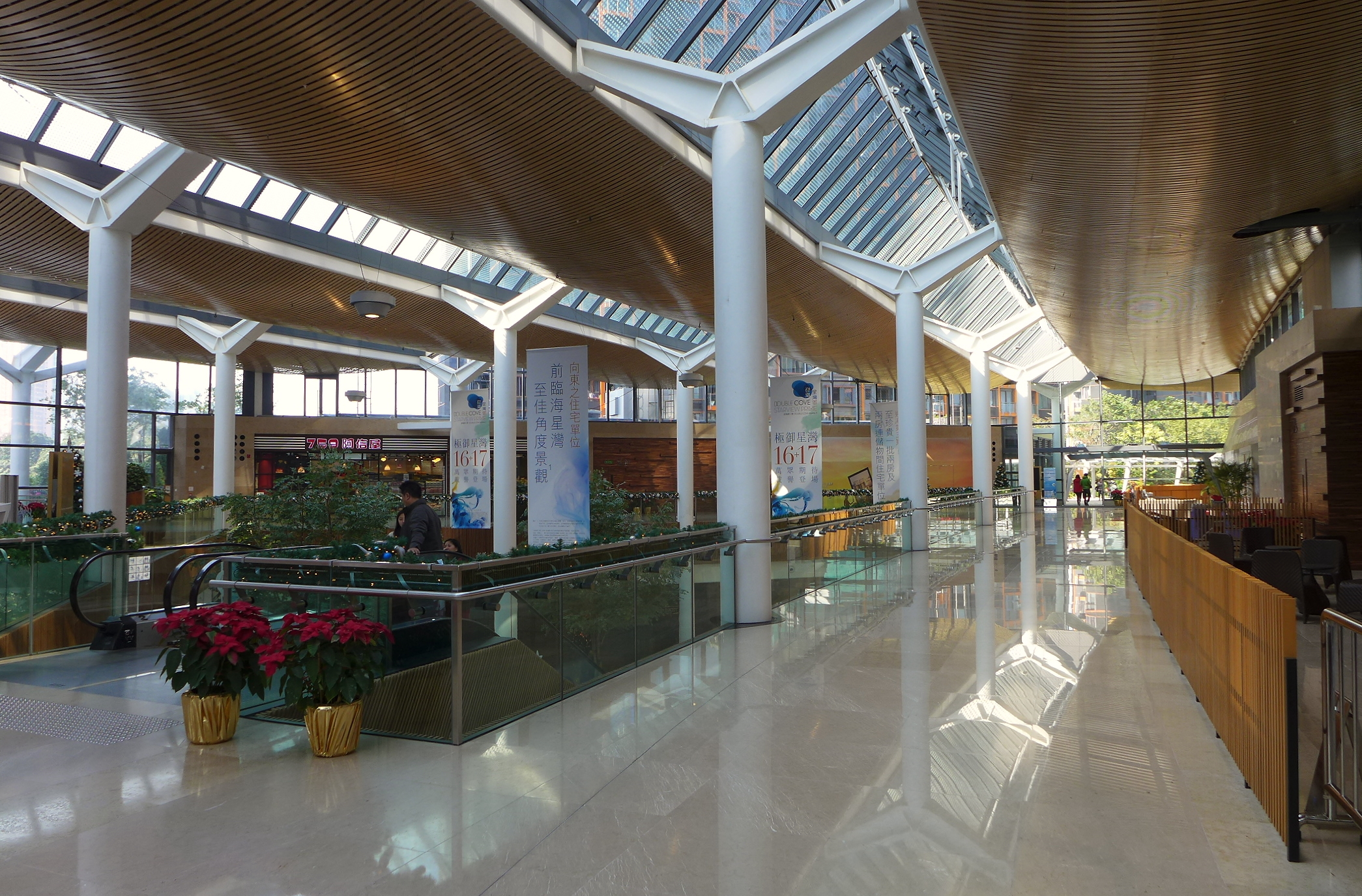
迎海薈
- We Go MALL
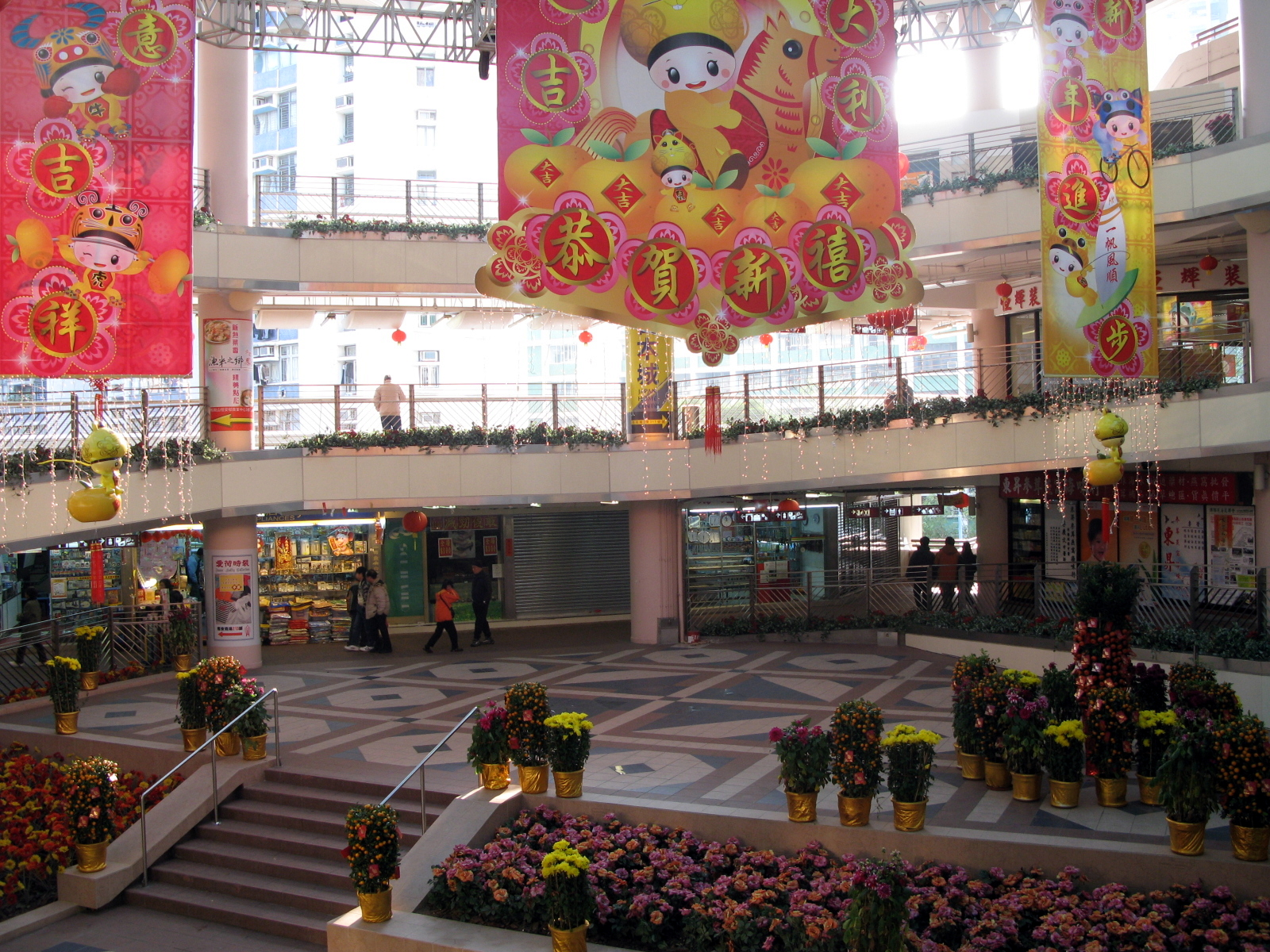
雅濤居購物商場
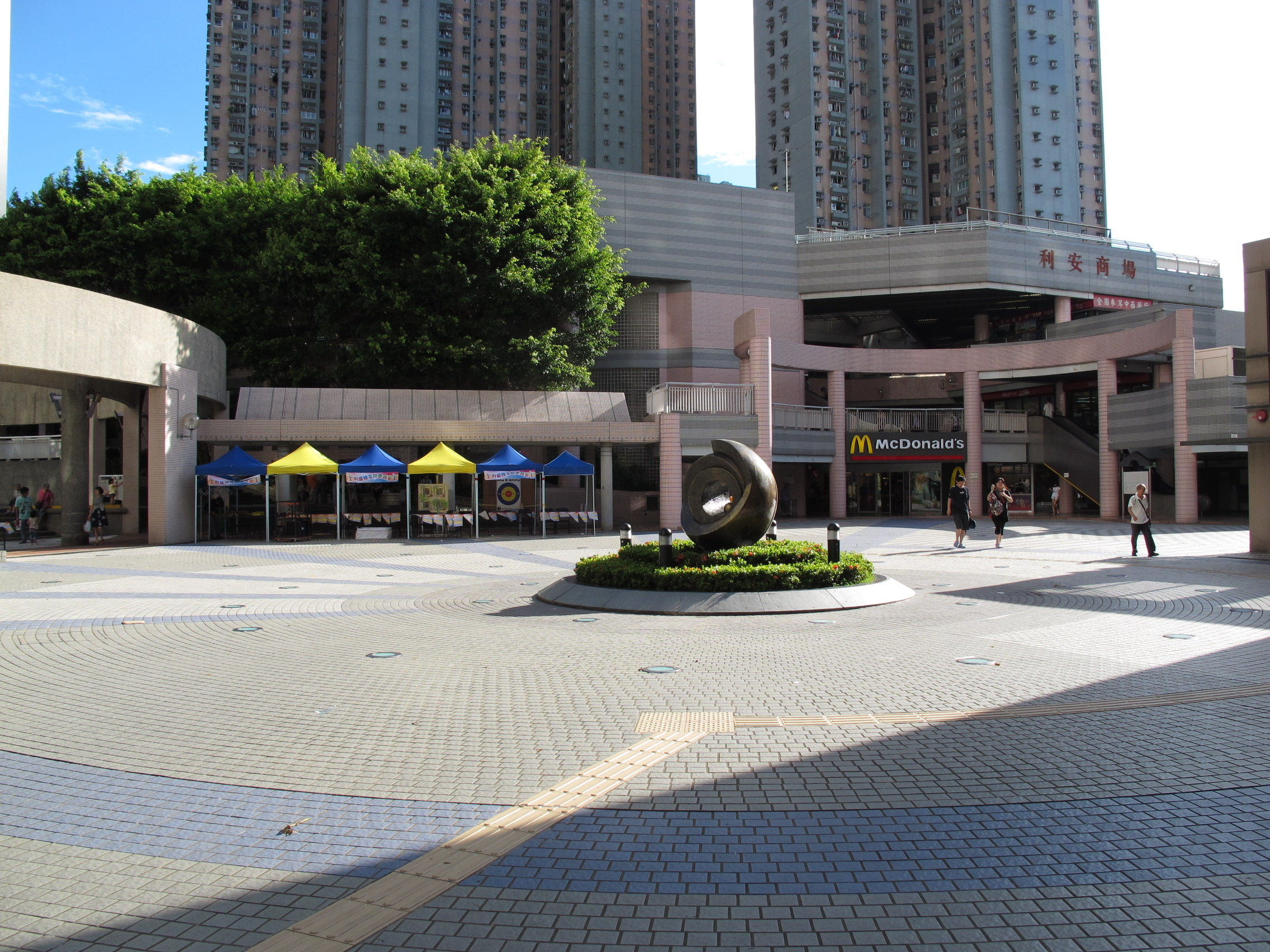
利安商場
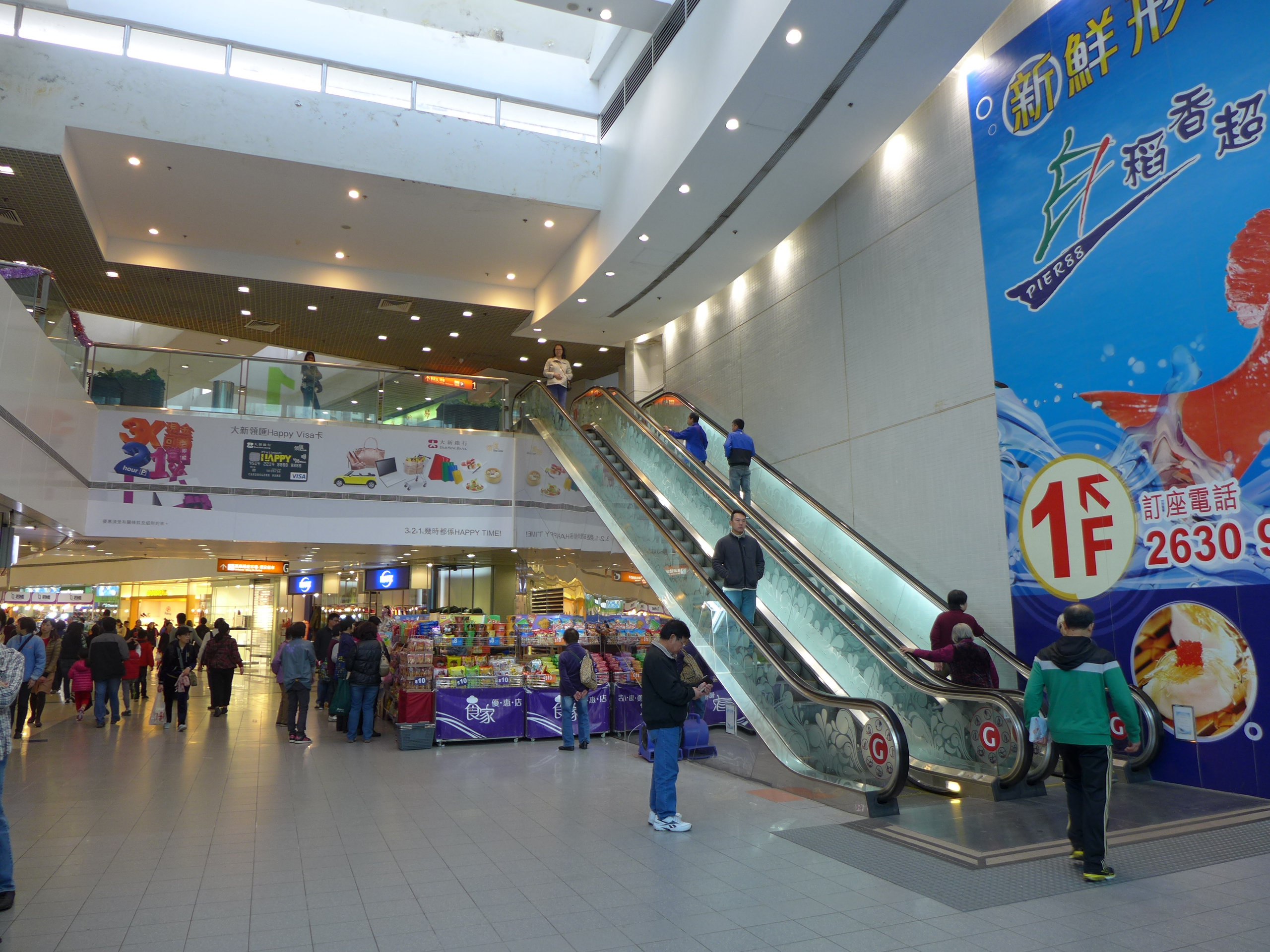
頌安商場
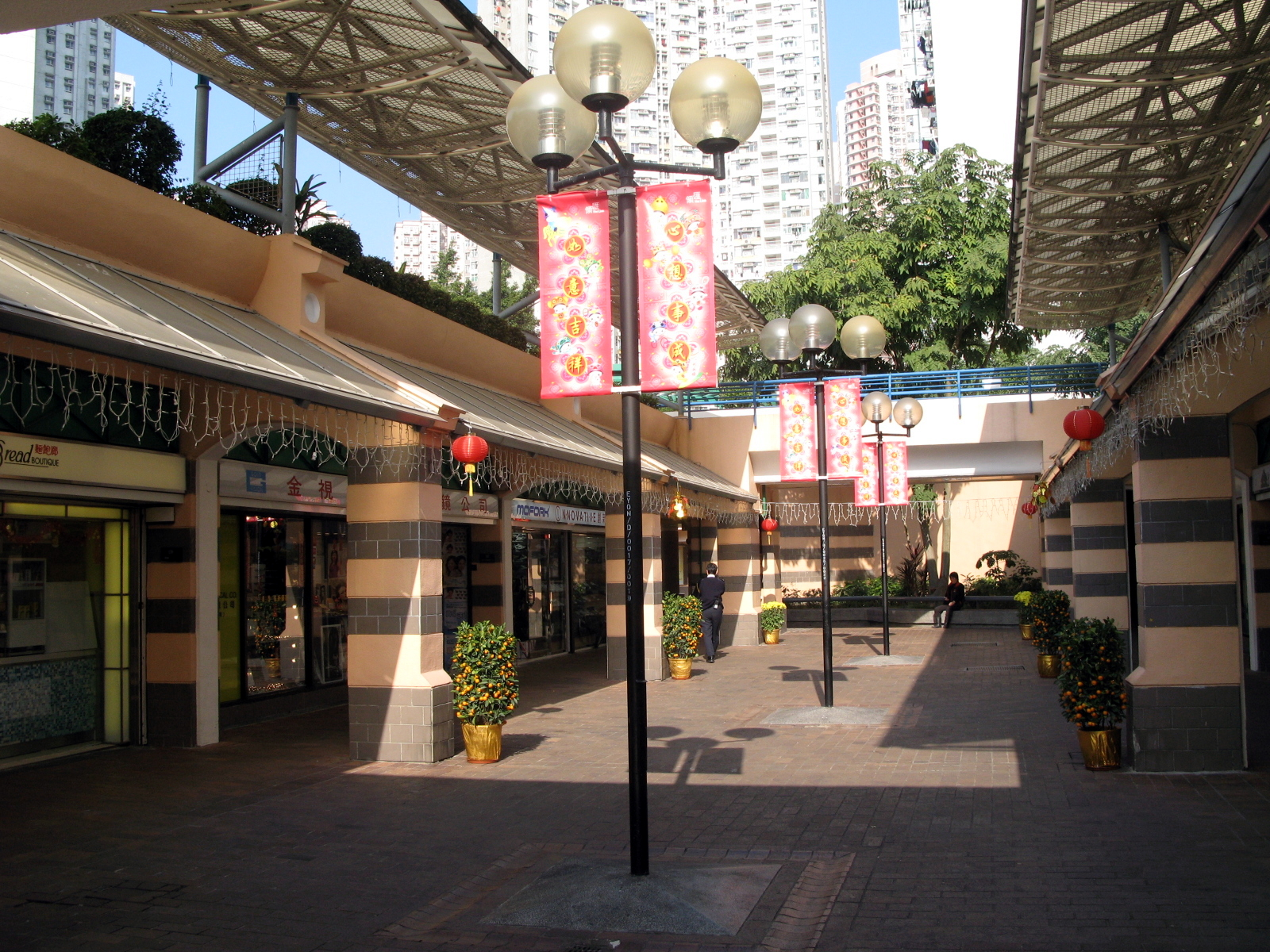
耀安商場
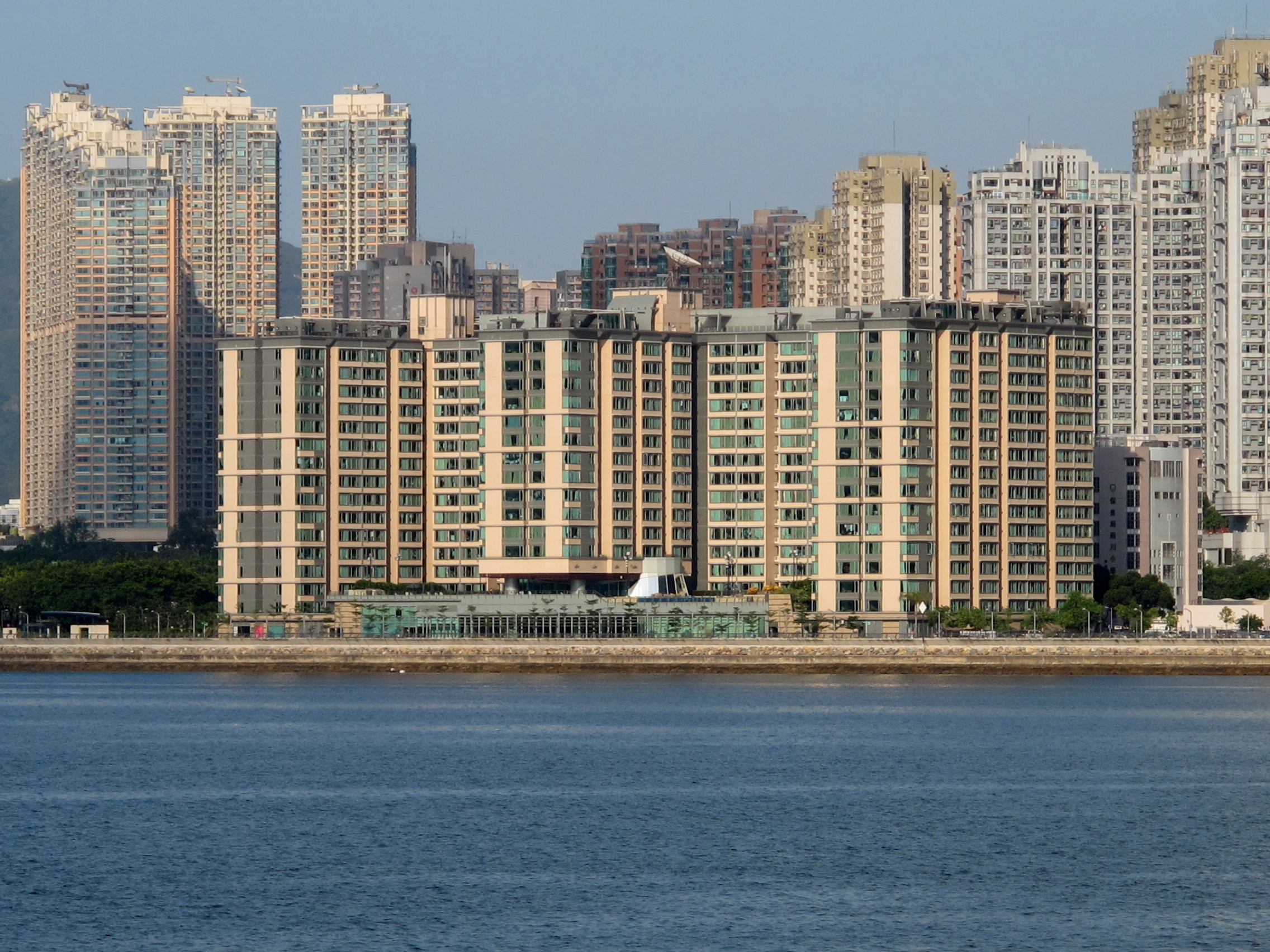
海澄軒

- 迎濤湾廣場

住宅併設型商業施設：
- 恒安商場
- 耀安商場
- 頌安商場
- 利安商場
- 錦泰商場
- 錦英商場
- 富安商場
- 福安商場
- 富輝商場
- 富宝商場

ホテル：
- 海澄軒

- 新港城中心
- 馬鞍山廣場
- 迎海薈
- 恒安商場
- 利安商場
- 頌安商場
- 耀安商場
- 海澄軒

## 交通

### 鉄道
港鐵
- █屯馬線：（屯門方面） - 大水坑駅 - 恒安駅 - 馬鞍山駅 - 烏渓沙駅

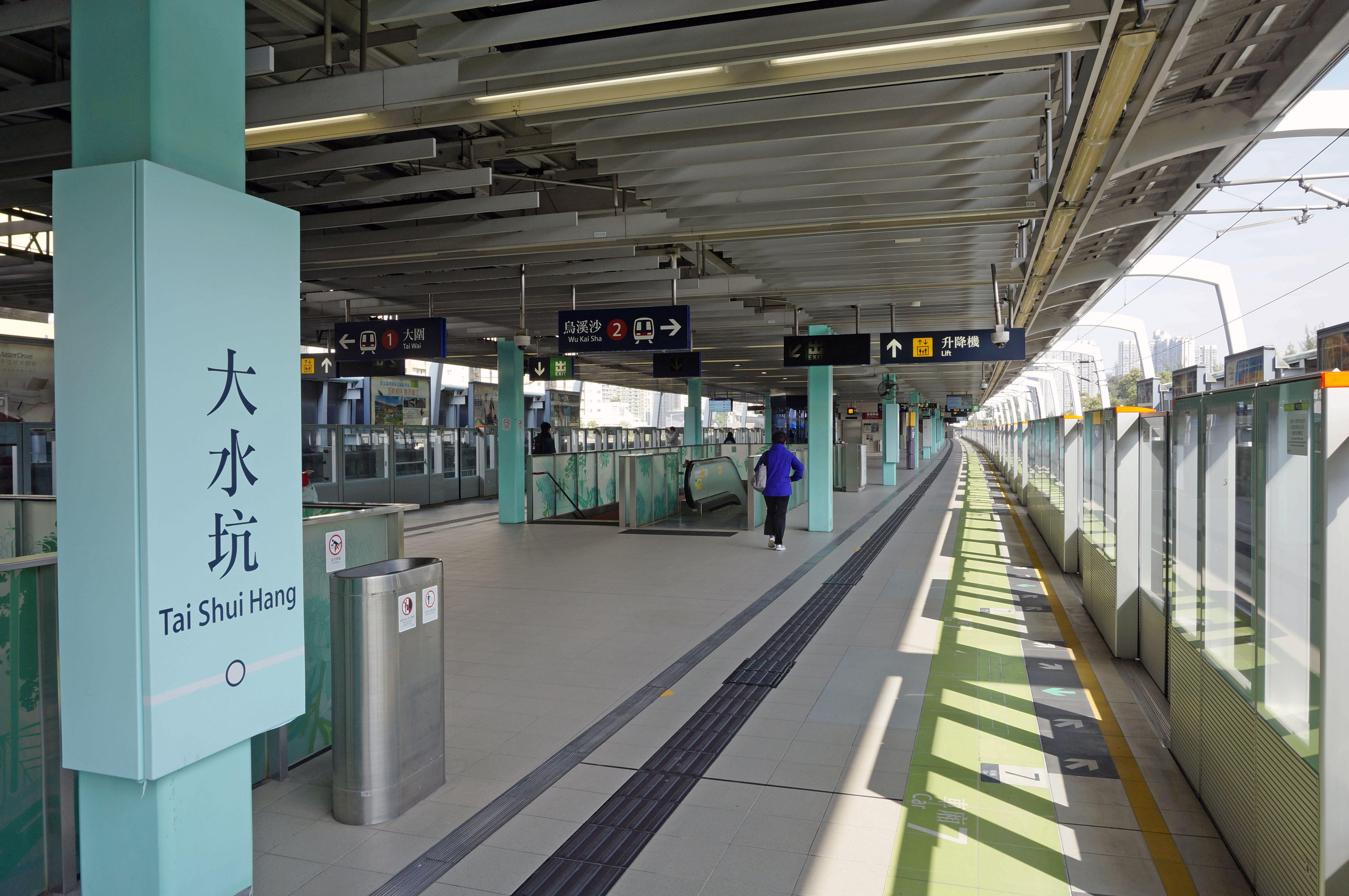
大水坑駅
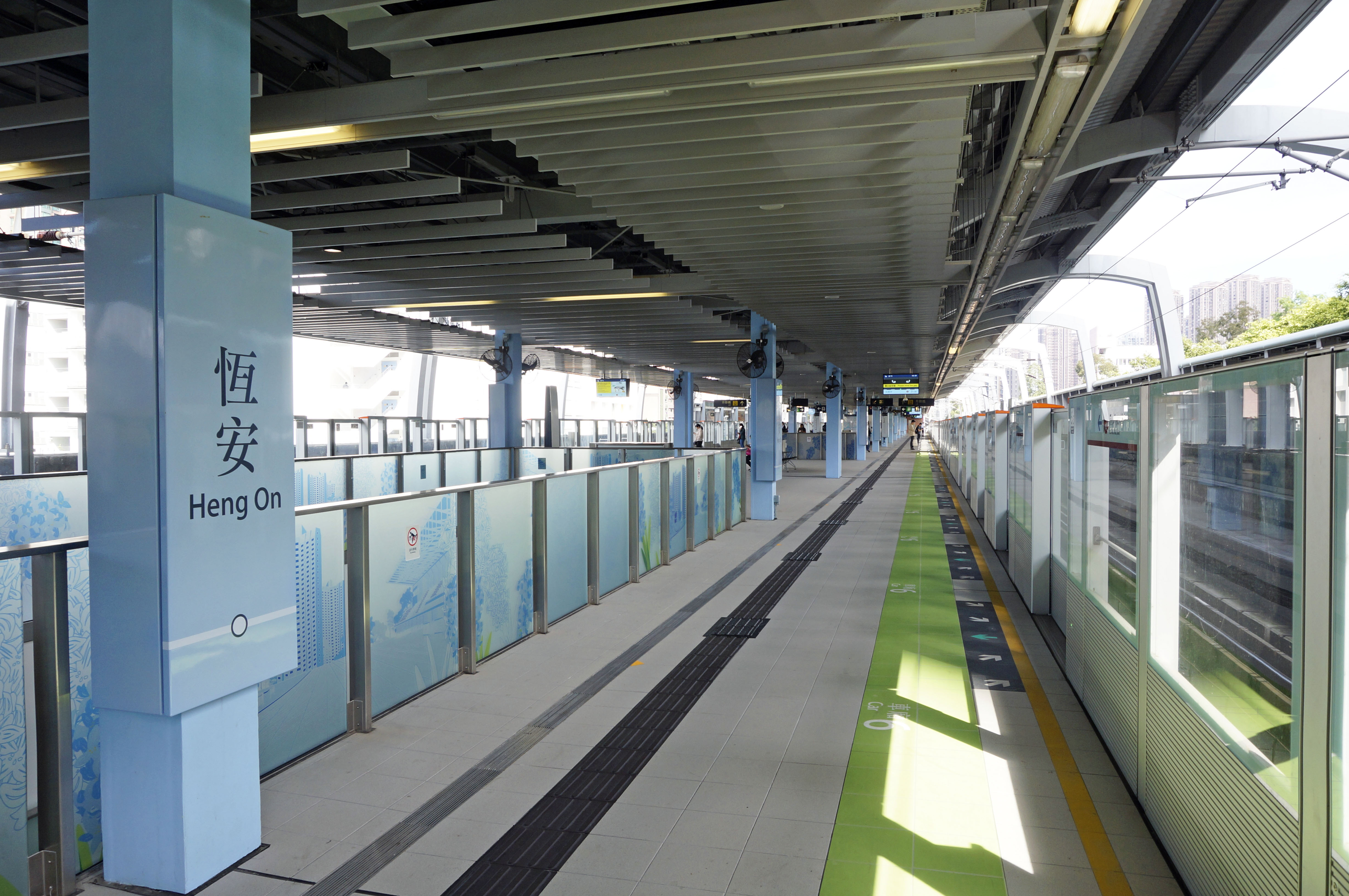
恒安駅
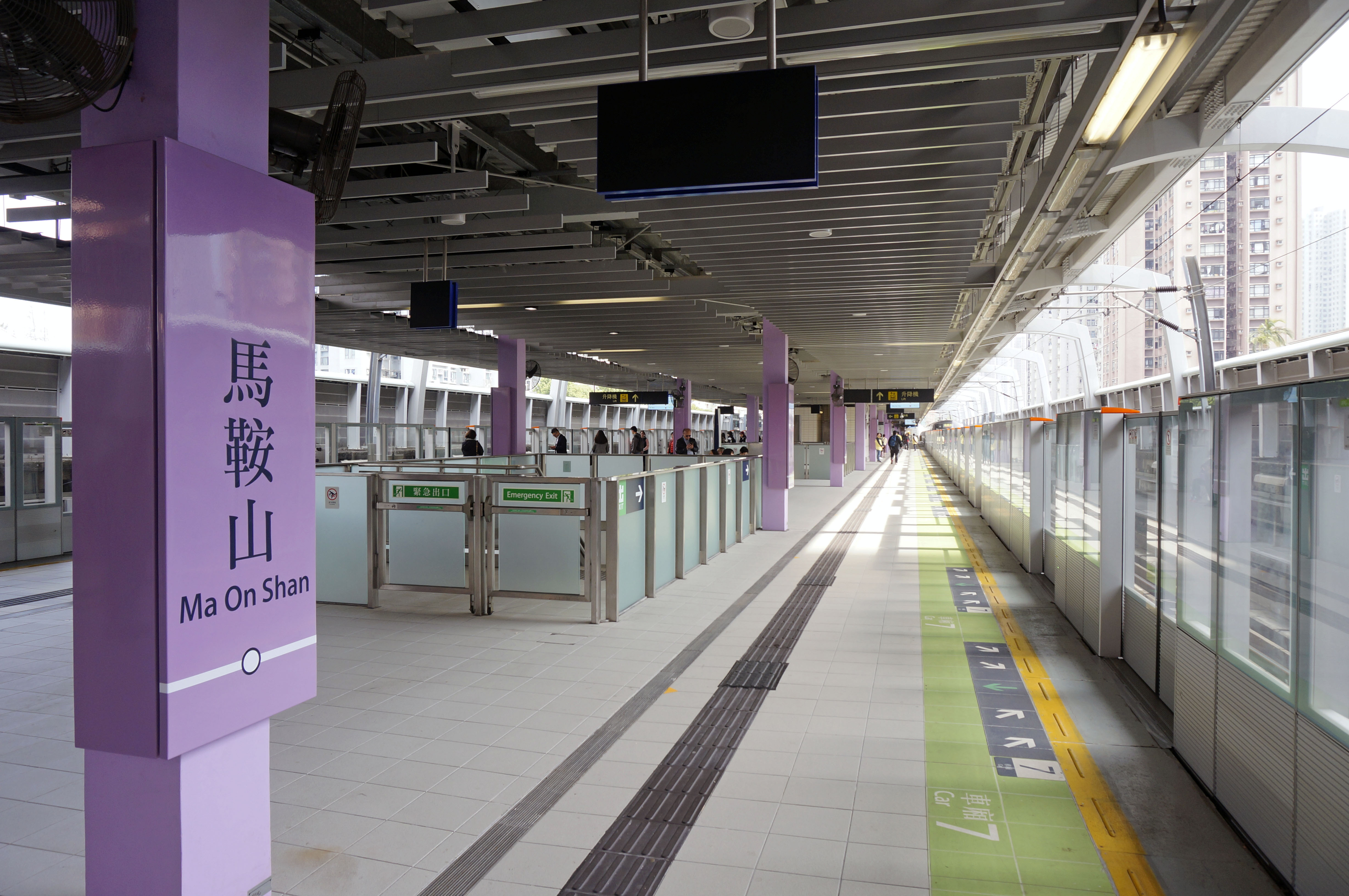
馬鞍山駅
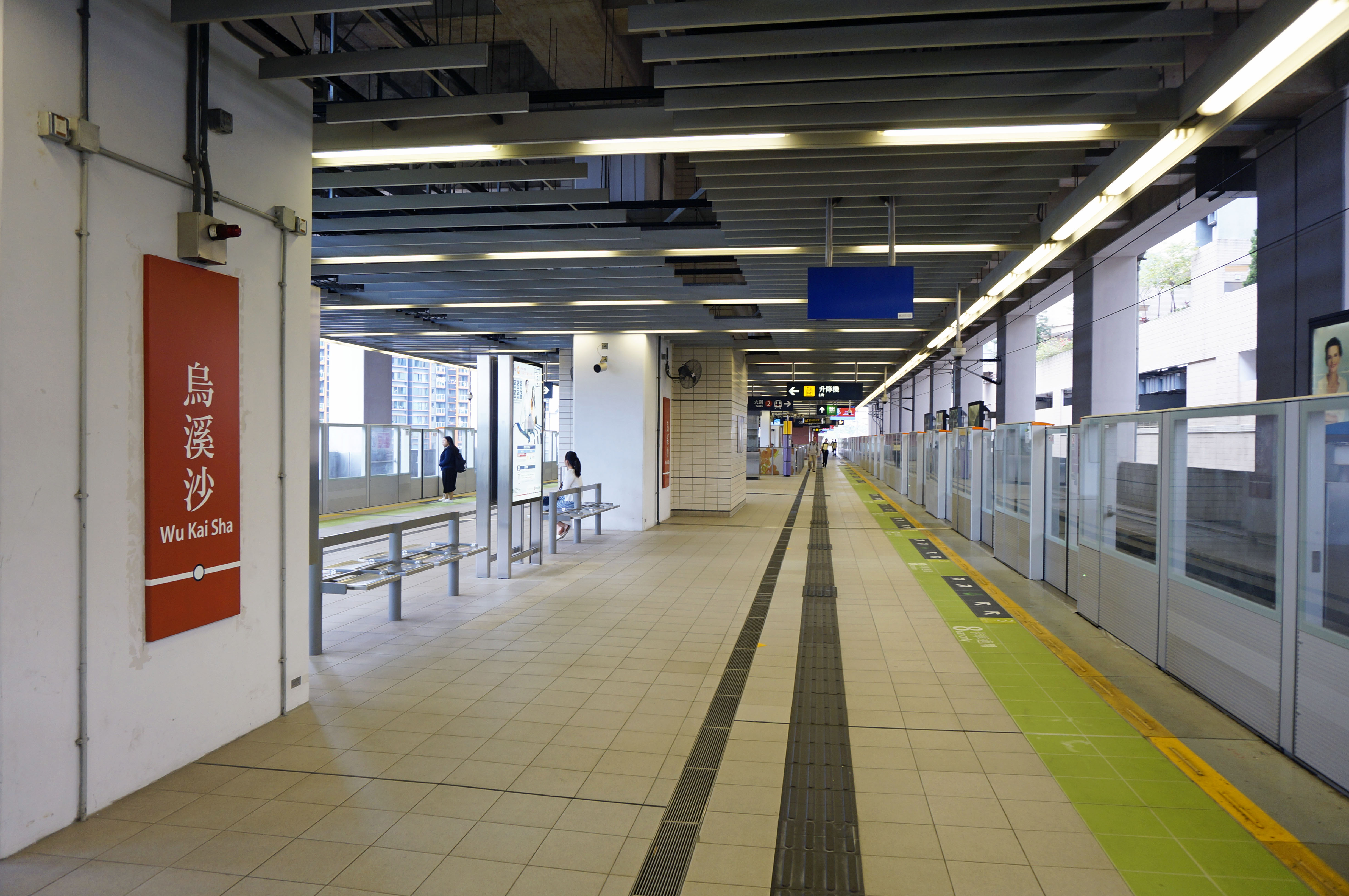
烏渓沙駅
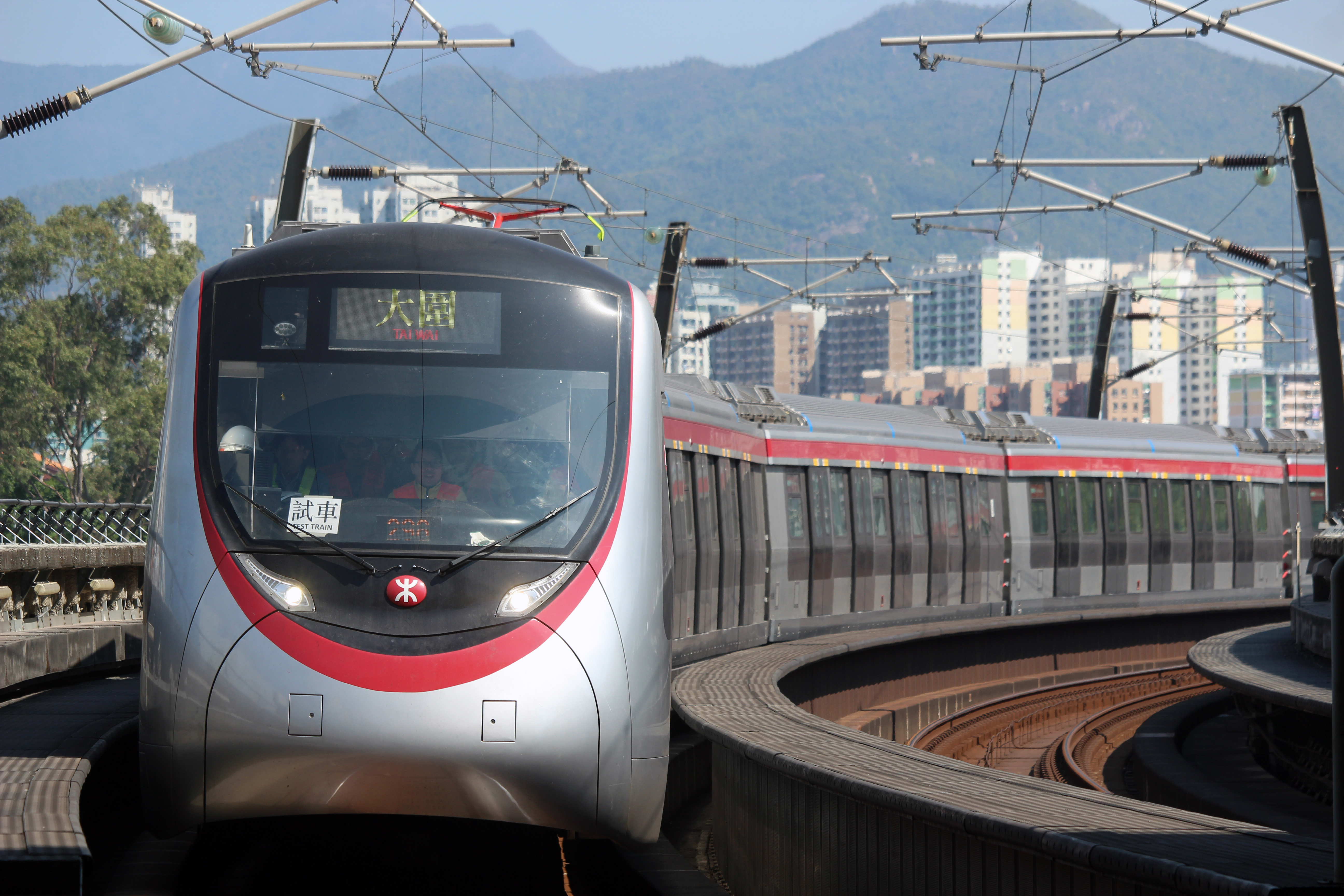
屯馬線の列車
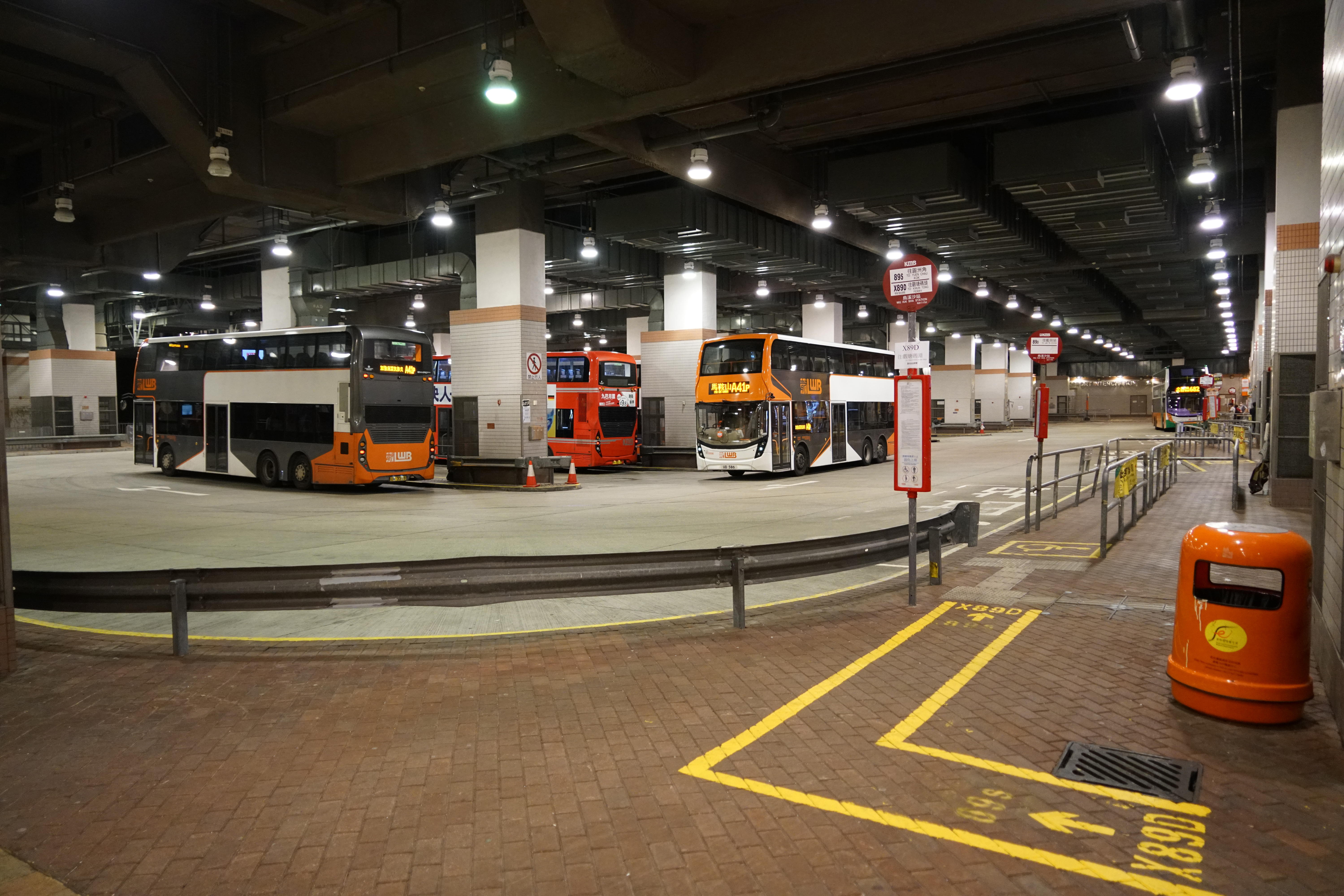
烏渓沙駅交通センター

### 主要な道路

馬鞍山路

寧泰路

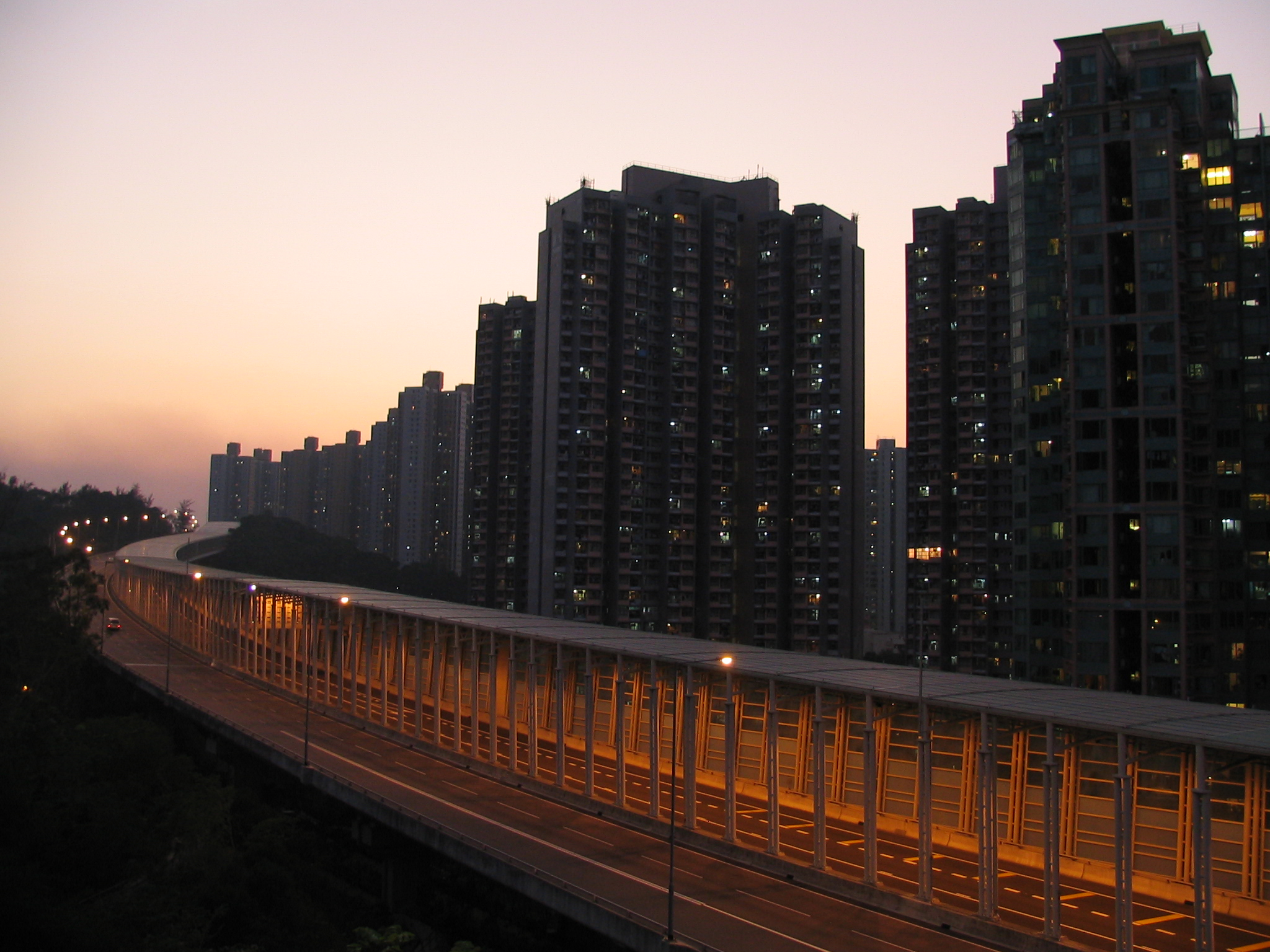
馬鞍山繞道

- 馬鞍山路
- 西沙路
- 馬鞍山繞道
- 恒康街
- 錦英路
- 寧泰路
- 烏渓沙路
- 耀沙路
- 落禾沙里
- 鞍禄街
- 恒徳街
- 亜公角街

### 歩行者用通路
馬鞍山の中心部には、商業施設や住宅のディベロッパーが建設した歩行者専用の通路が張り巡らされており、住宅と商業施設、交通センター、バス停などを、雨や暑さを避けながら行き来することができるようになっている。2004年には馬鞍山線馬鞍山駅が開通し、馬鞍山廣場や新港城中心と通路で結ばれたため、地区間の移動さえも可能となった。

#### 連接する住宅
- 福安花園
- 海濤居／新港城廣場
- 新港城第4期／新港城中心／馬鞍山市中心公共運輸交匯處
- 馬鞍山駅
- 海栢花園／馬鞍山廣場／海栢花園公共運輸交匯處
- 新港城第1期／新港城中心大街
- 新港城第3期／新港城中心大街
- 新港城第2期
- 富輝花園／富輝商場
- 馬鞍山中心
- 海典居
- 馬鞍山公園
- 鞍禄街花園

## 公共施設
- 烏渓沙ユースヴィレッジ（中国語版）：別称・烏渓沙ユースキャンプ。小学生の修学旅行や学生の卒業旅行先として知られる。
- 馬鞍山公共図書館（中国語版）
- 馬鞍山公園（中国語版）
- 馬鞍山遊泳池（中国語版）
- 馬鞍山運動場（中国語版）
- 馬鞍山遊楽場（中国語版）
- 馬鞍山体育館（中国語版）
- 馬鞍山郊野公園（中国語版）
- 馬鞍山ウォーターフロントプロムナード（中国語版）
- 大水坑サイクリングパーク（中国語版）[31]
- 馬鞍山白石ゴルフセンター[32]

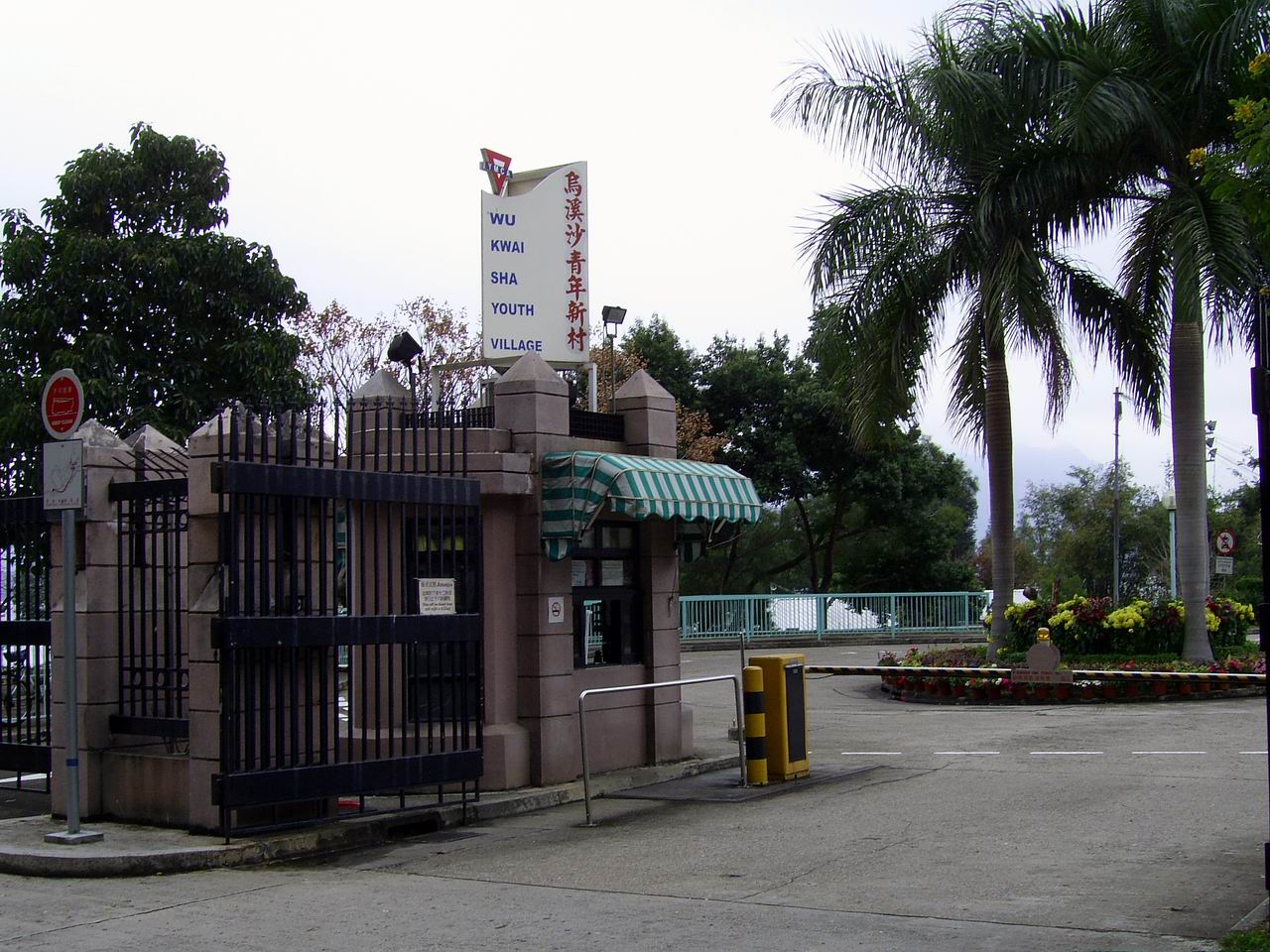
烏渓沙ユースヴィレッジ
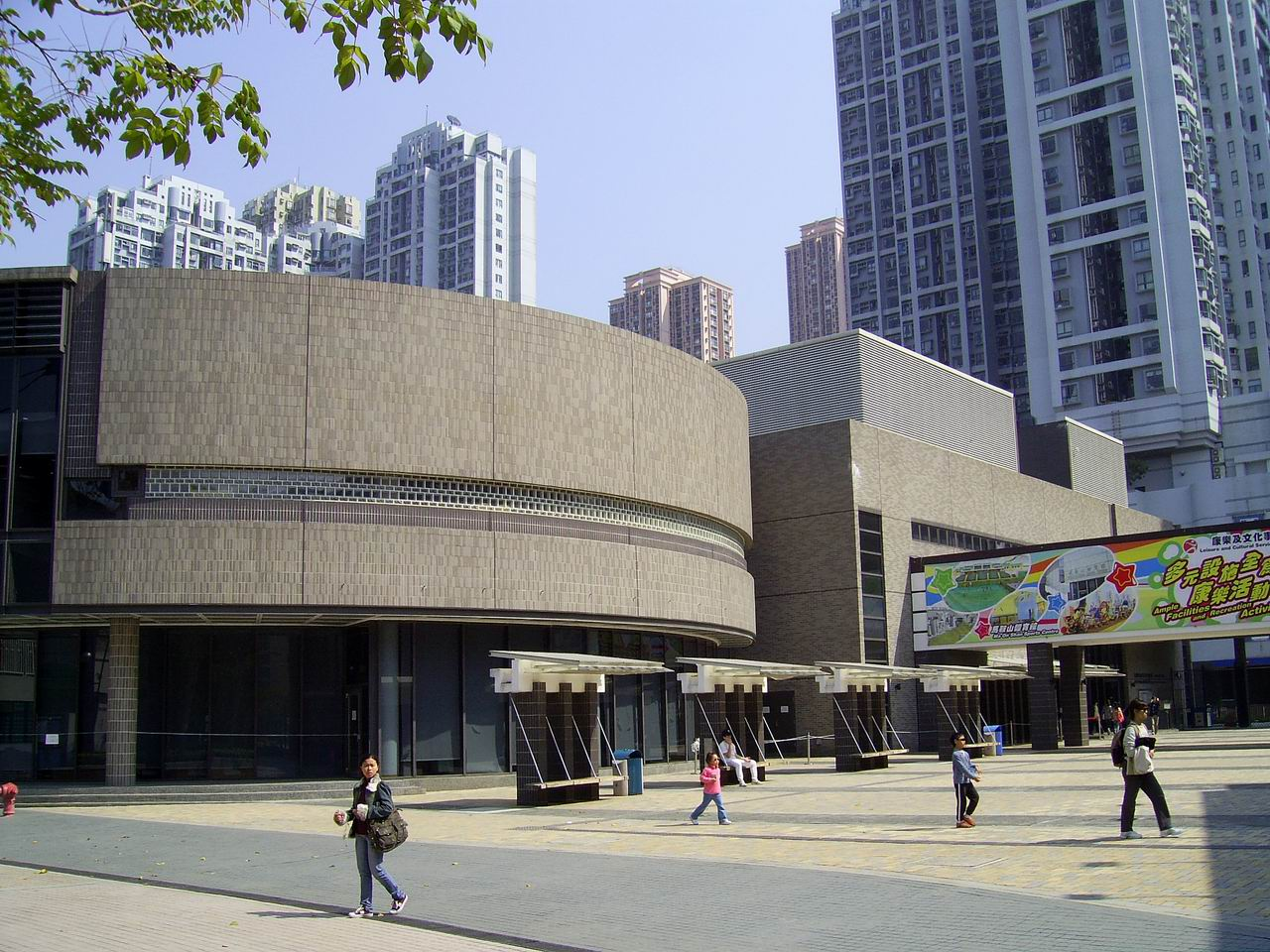
馬鞍山公共図書館
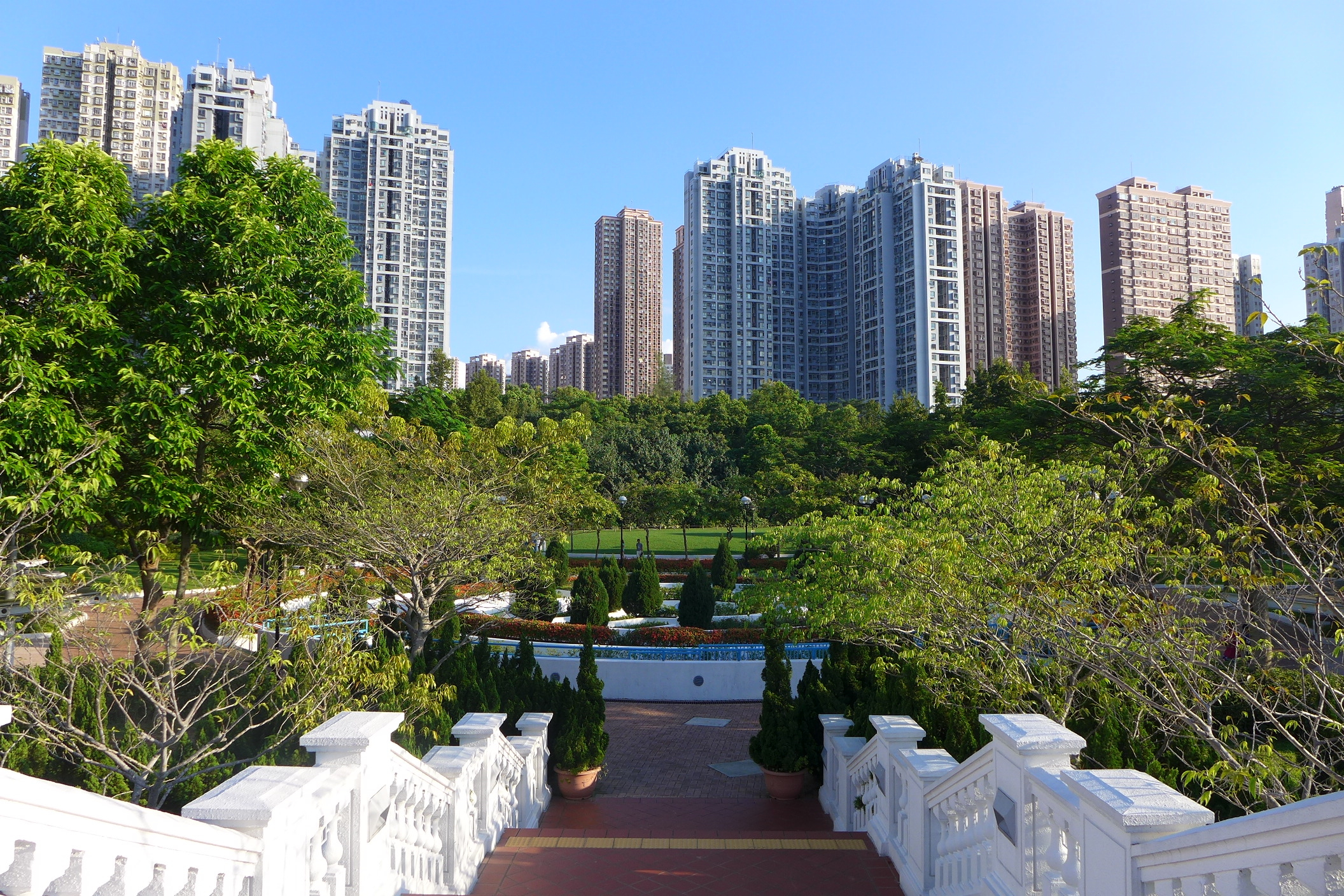
馬鞍山公園
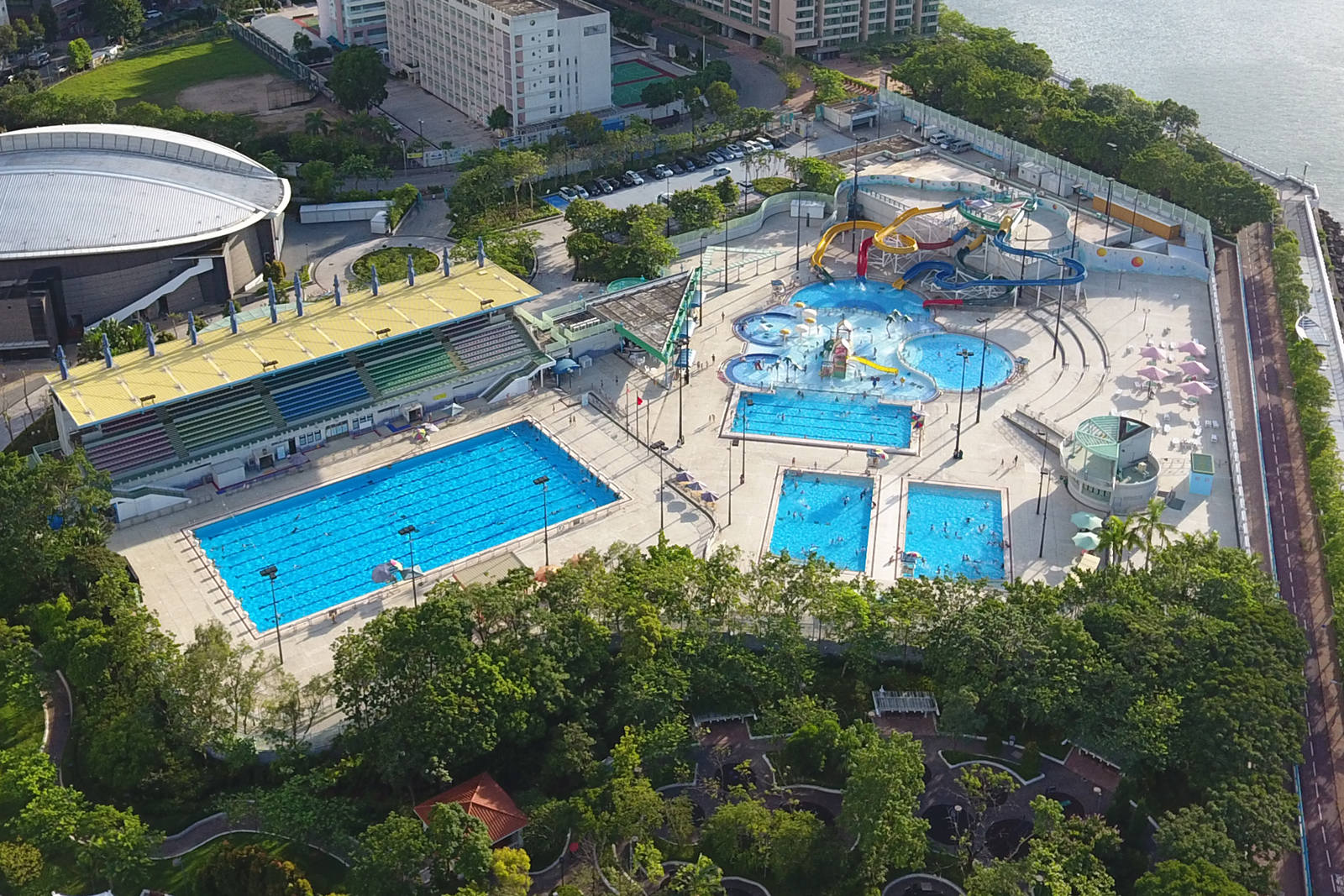
馬鞍山遊泳池
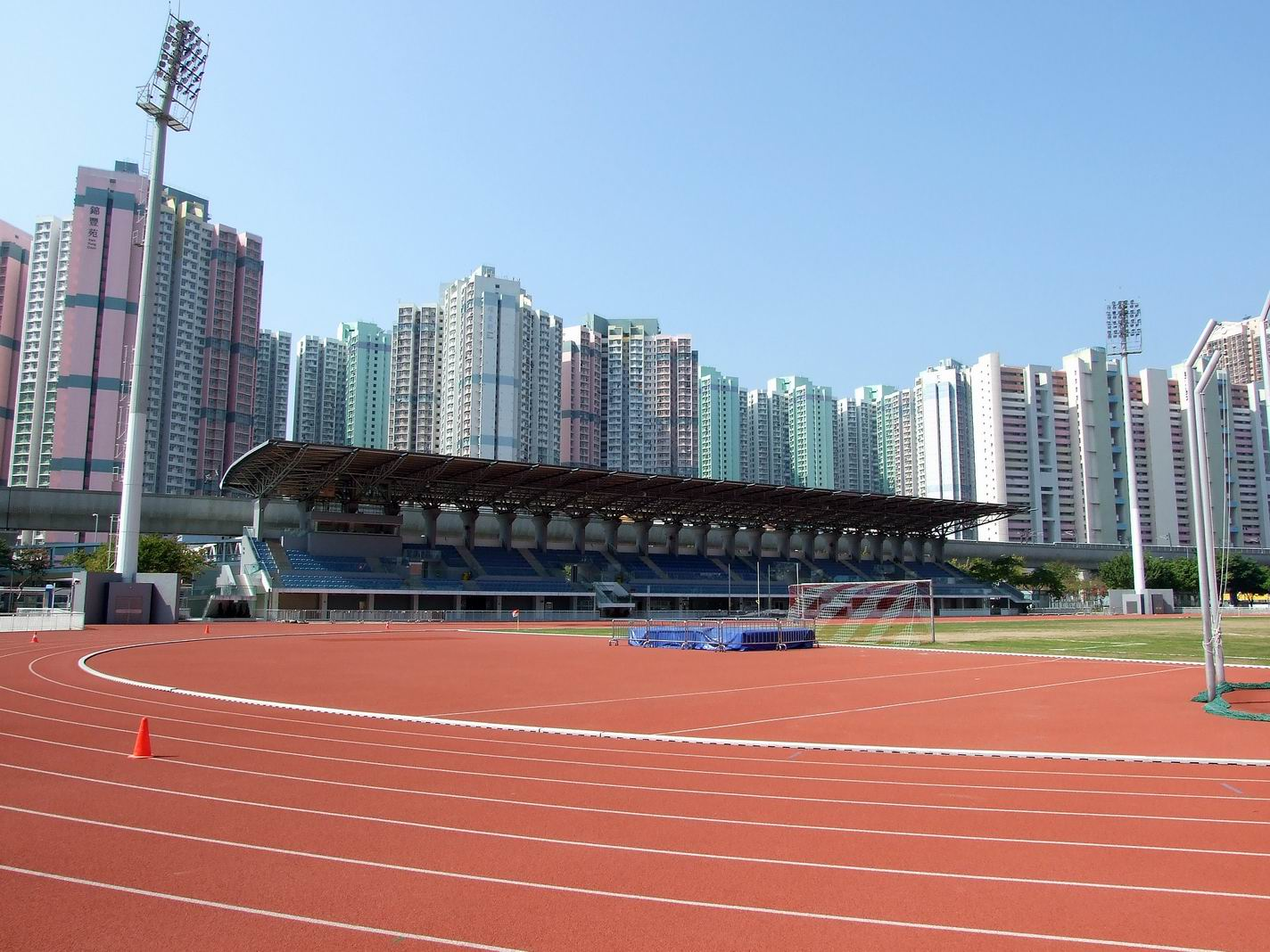
馬鞍山運動場
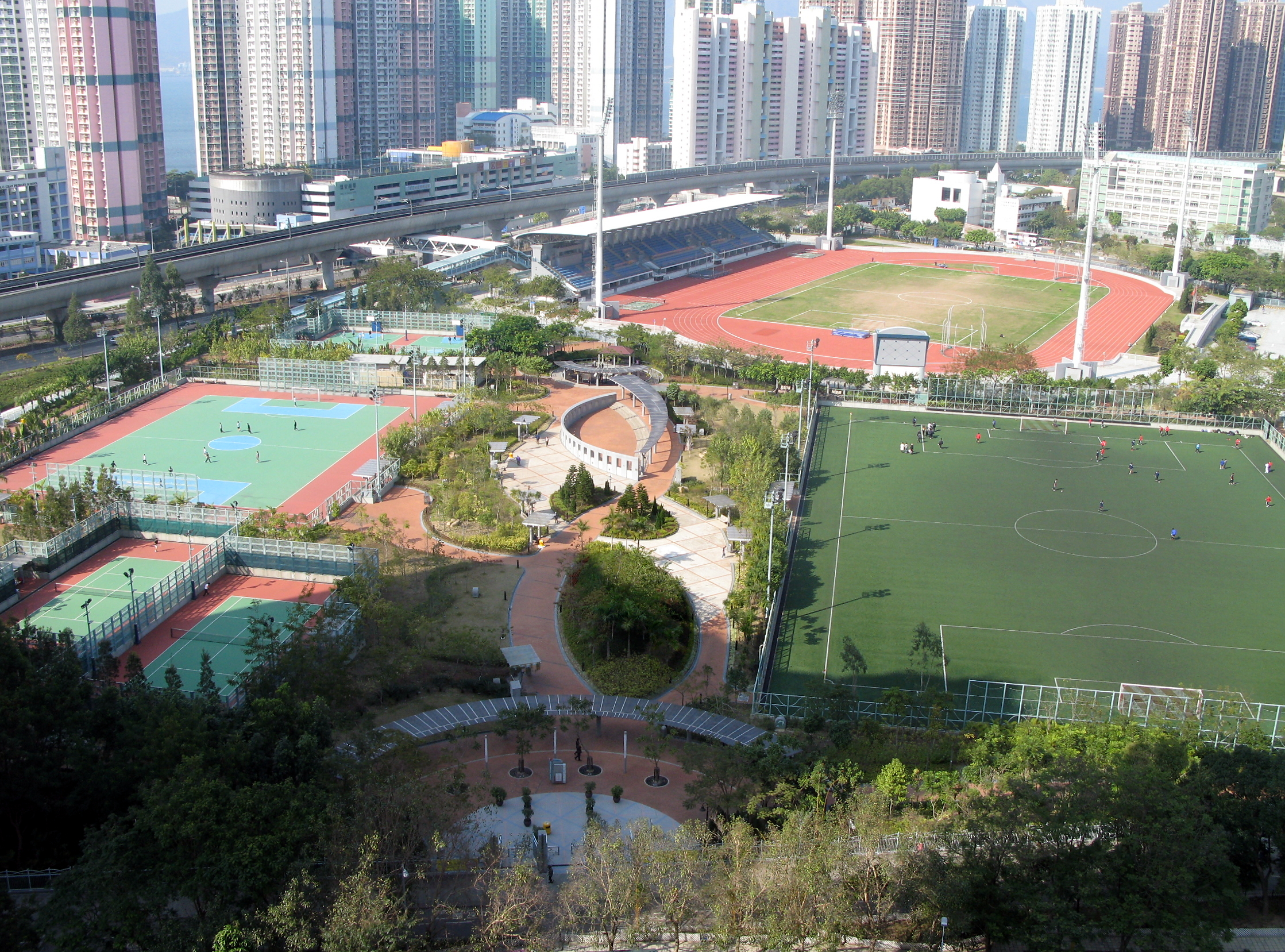
馬鞍山遊楽場
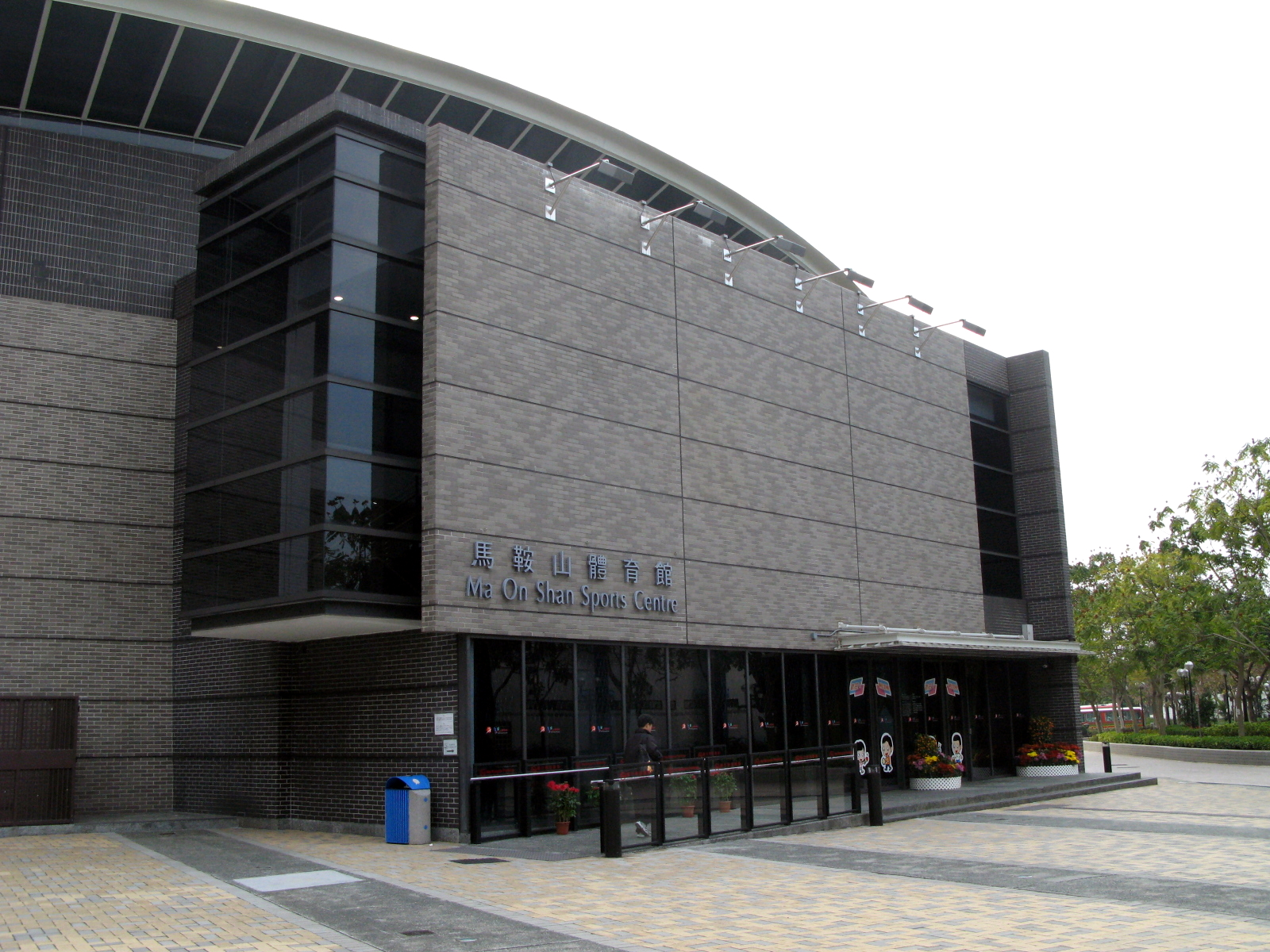
馬鞍山体育館
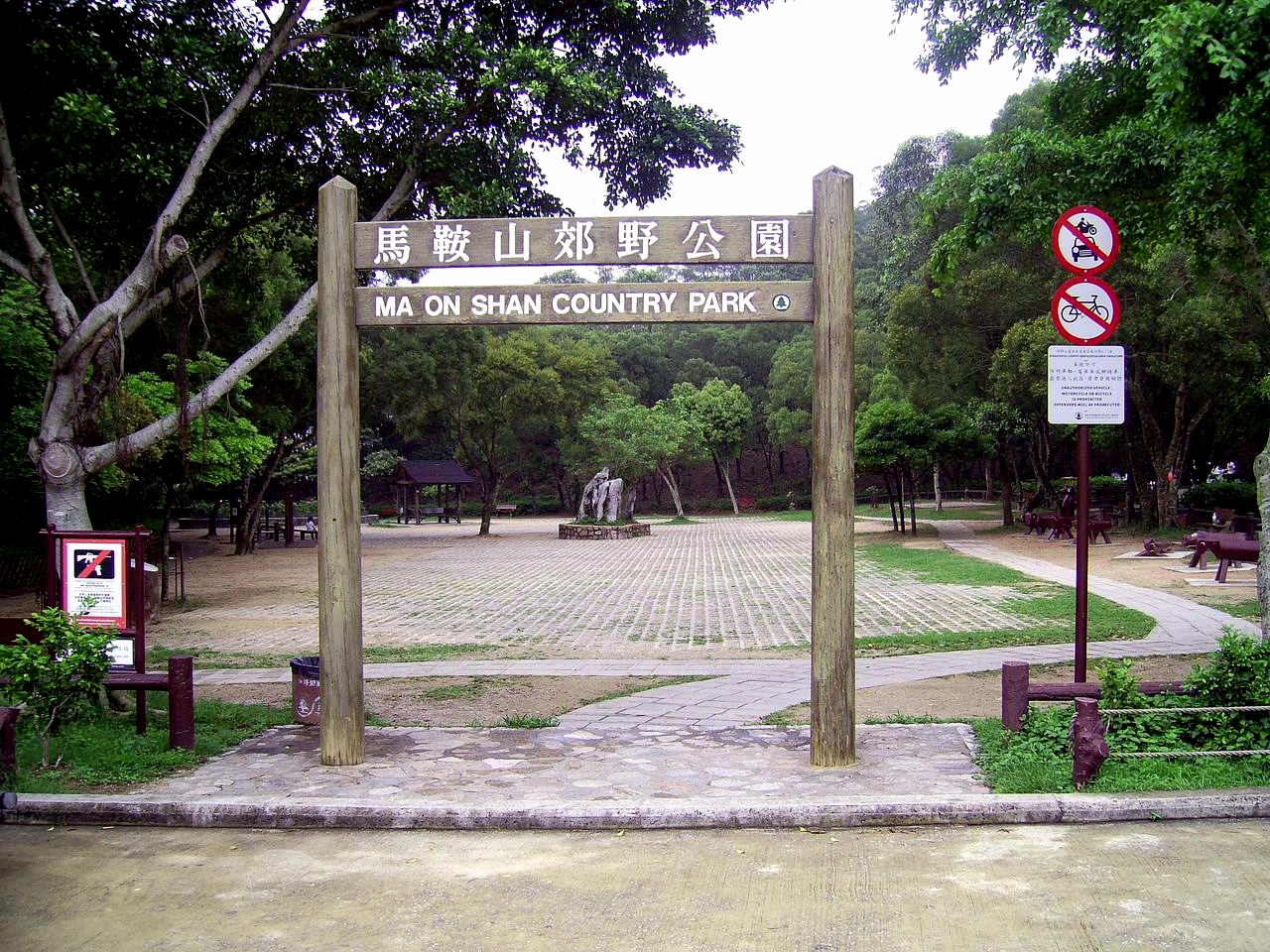
馬鞍山郊野公園
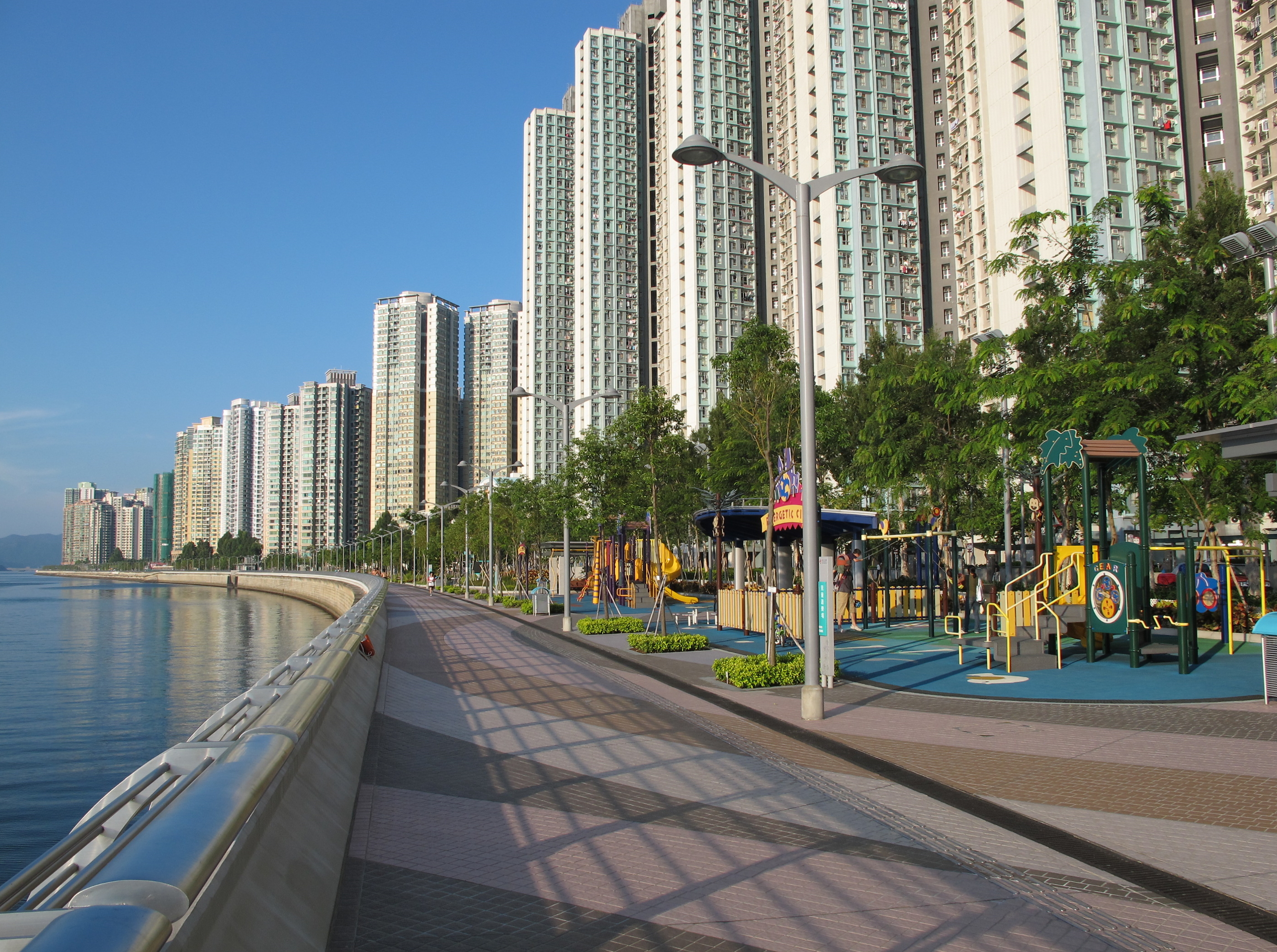
馬鞍山ウォーターフロントプロムナード
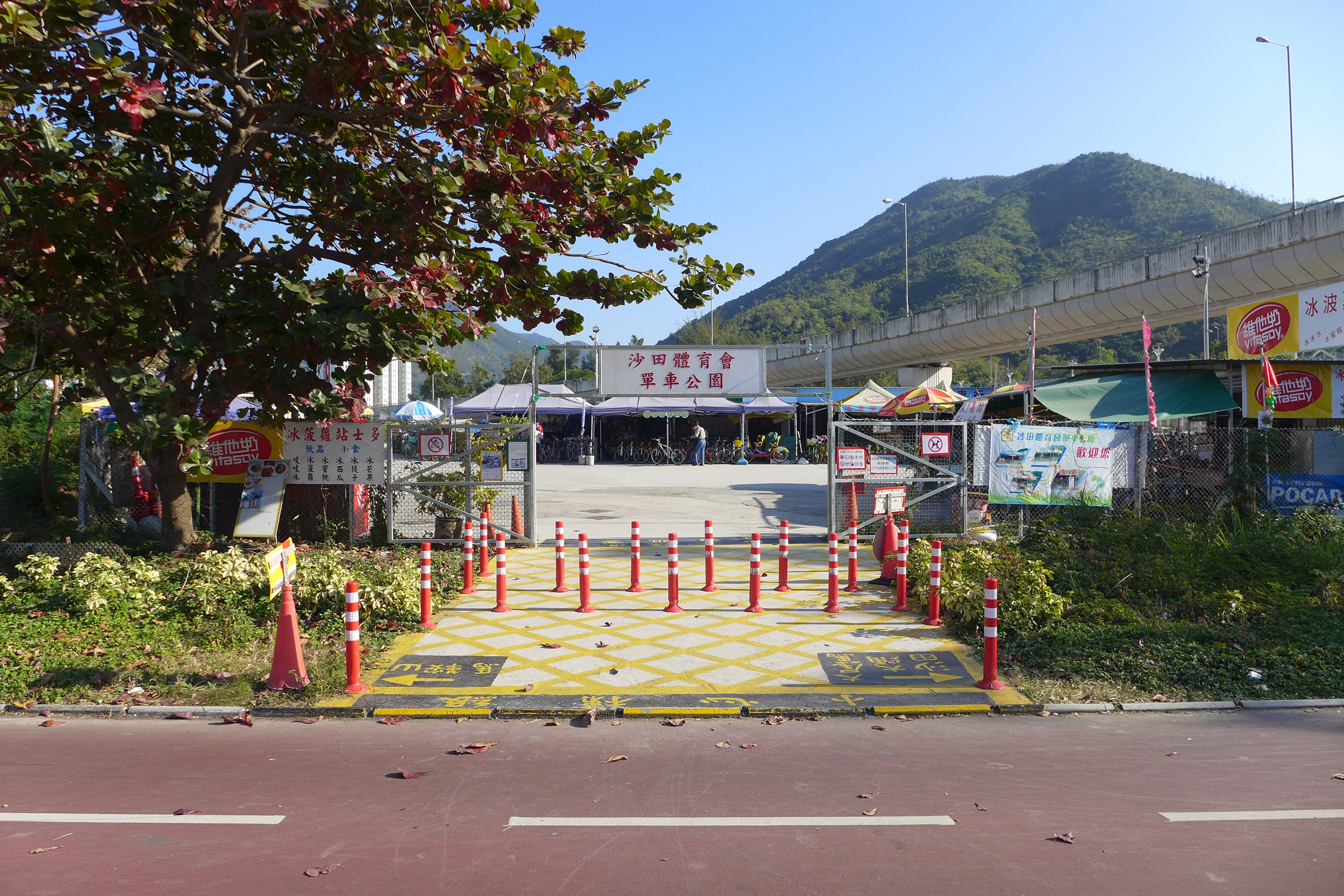
大水坑サイクリングパーク
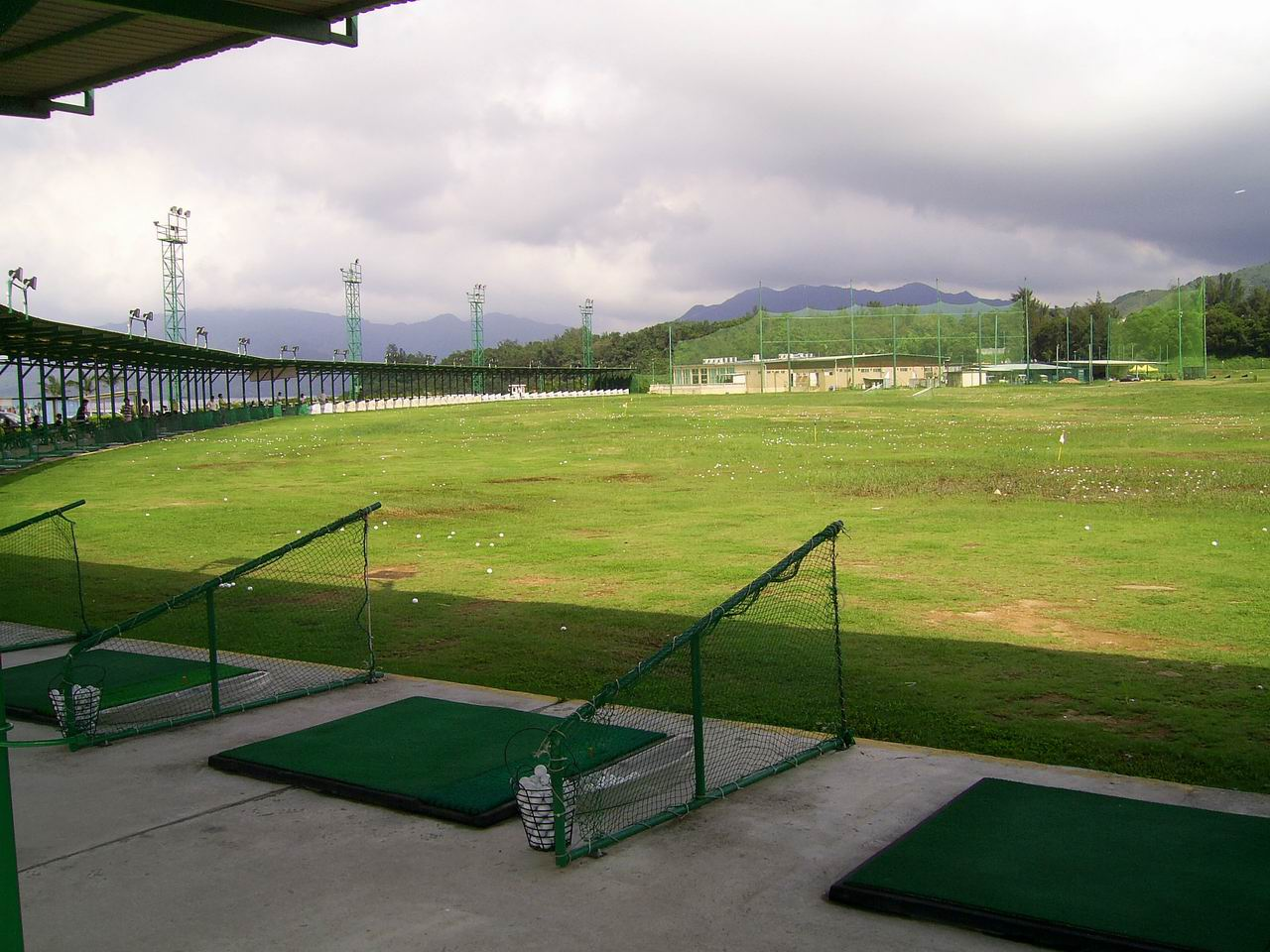
馬鞍山白石ゴルフセンター

## 宗教施設

馬鞍山聖フランシス堂

- 馬鞍山聖フランシス教会（中国語版）
- 中国キリスト教播道会安福堂
- キリスト教香港信義会
- 中華キリスト教会合一堂馬鞍山堂（中国語版）
- 馬鞍山浸信会
- 循道衛理馬鞍山堂